# 爆竜戦隊アバレンジャー
『爆竜戦隊アバレンジャー』（ばくりゅうせんたいアバレンジャー）は、2003年2月16日から2004年2月8日まで、テレビ朝日系列で毎週日曜7時30分 - 8時（JST）に全50話が放送された、東映制作の特撮テレビドラマ、および作中で主人公たちが変身するヒーローの名称。
スーパー戦隊シリーズ初の地上デジタル放送作品、ならびにテレビ朝日の六本木ヒルズの新本社から放送された最初の作品でもある。また9月28日放送分（第31話）以降は、放送時間帯の連続する「仮面ライダーシリーズ」と併せてスーパーヒーロータイム（SUPERヒーロータイム）という呼称が導入された。

## 概要
『恐竜戦隊ジュウレンジャー』と同じく恐竜をモチーフとし、枠組みに捕らわれず行動する元気や勇気を「アバレ」と表現してテーマに掲げている。「アバレンジャー」というタイトルは本作品の数年前からネーミング候補に挙がっていたが、恐竜というモチーフが荒々しく逞しいイメージに合うため採用された。
ストーリー展開は多岐にわたり、例年に比べギャグコメディ色が強い一方、非常にハードかつシリアスな重いストーリーも展開された。毎回、スタッフ間で「アバレポイント」といわれる、視聴者を驚かすような型破りなシーン（展開）を入れるという制作方針があり、後述する『釣りバカ日誌』とのタイアップも、この「アバレポイント」の一環として行われた試みである。『仮面ライダークウガ』の続編を求める要望に応えるため、同作品にてメインライターを務めた荒川稔久をはじめとするスタッフ陣が、『クウガ』と同様のテーマを盛り込んだとされる。
メンバー構成は前作と同様に3人構成を踏襲しつつも、司令官格のキャラクターも変身するという4人編成も兼ねた変則的なものとなっている。また、追加戦士のアバレキラーは、正規のスーパー戦隊の戦士でありながら、ほぼ全編に渡りアバレンジャーと敵対するという異色の存在として描かれた。
主人公たちのパートナーである爆竜は、人間と対等の知的生命体と位置付けられており、主人公たちと彼らの交流も重点的に描かれている。CGによる巨大生物の描写は前々作『百獣戦隊ガオレンジャー』のパワーアニマルを発展継承したものであり、東映プロデューサーの日笠淳によれば、爆竜を喋る設定としたのはパワーアニマルでやり残した要素を取り入れたものだという。また、サブプロデューサーの塚田英明によれば、「5人のアバレスーツ着用者と10大爆竜とによる『15人戦隊』を描く」という意図があったという。バンダイデザイナーの野中剛が恐竜に詳しかったことから、マイナーな恐竜も爆竜のモチーフに選ばれており、デザインも当時最新の復元デザインを参考にしている。一方で野中は、動物全般をモチーフとしていたパワーアニマルに比べシルエットの差別化が難しかったと述べている。
モチーフである恐竜の特性を活かした「アバレモード」や、後半から登場したレッドの強化形態「アバレマックス」といった「多段変身」の概念を始め、オープニング前のアバンタイトル、CM前後に挿入されるアイキャッチのBGMの統一、本編のミニコーナーを導入、そして本編終了時の「つづく」に代わるタイトルロゴ表記など、後続の作品においても引き継がれた要素が複数導入されている。
本作品では敵怪人が2系統存在し、従来の怪人に当たるトリノイドの他、巨人タイプの怪人であるギガノイドが不定期で登場する。ギガノイドはトリノイドとの関連性がほぼない独立した存在である。
音楽を担当した羽田健太郎が司会を務めていた『題名のない音楽会21』（2003年5月4日放送分）で遠藤正明が挿入歌「爆竜合体!アバレンオー」を歌唱したほか、『子連れ狼』の登場人物が本作品に登場（テレビシリーズ第12話）したり、アニメ『釣りバカ日誌』との相互コラボレーションでお互いの登場人物が両作品に登場（『釣りバカ』31話・テレビシリーズ第26話）したりと、同時期に放送されていたテレビ朝日系の他番組とのコラボレーションも積極的に行われた。
プレミア発表会
本作品より後楽園ゆうえんち主催で、放送開始直前の1月下旬に東京ドームシティのプリズムホールにて、一般公開での「プレミア発表会」を行うようになった。このプレミア発表会では、前戦隊のメンバーが駆け付けバトンタッチを行ったり、主題歌を歌唱する歌手が登場しミニライブを行うこともある。また制作発表記者会見はプレミア発表会とは別に非公開で行われており、この模様はDVD第1巻に記者会見とともに特典映像として収録されている。プレミア発表会は翌年以降、2016年の『動物戦隊ジュウオウジャー』まで踏襲された。

## 登場人物
アスカ以外の4人は恐竜の生きた年代を、アスカたち竜人は日本の古代をそれぞれ連想させるネーミングがなされている。

### 爆竜戦隊アバレンジャー
より強いダイノガッツの持ち主が爆竜チェンジすることにより、アタック・バンディット・レジスタンススーツ（通称アバレスーツ）を着る。劇中では、「アバレンジャー」や「アバレキラー」という名称・呼称は、いずれも「自称」である。
名乗りの口上は「荒ぶるダイノガッツ！爆竜戦隊アバレンジャー！」。
伯亜 凌駕（）
爆竜ティラノサウルスのパートナー。22歳。愛知県名古屋市出身。
アメリカでインタープリターの資格を取得している。交通事故で死亡した兄夫婦の娘である舞を引き取って育てている。性格は大人しくおおらかで争いを好まず、舞と爆竜たちおよびエヴォリアンを除けば年下であっても仲間には敬語を使う。しかし、正義感は誰よりも強く、内に秘めた潜在能力や闘争本能はかなり激しく、壬琴に「お前は俺に似ている」と言わしめる。アスカ不在時には、リーダーとしても活動。
舞曰く「嫌いな物はない」らしく、15・16話に登場したシャークルマーガレットのキライキライビームを受けても平気であった。
最終決戦後は舞とともに海外へ旅立つ。
『獣電戦隊キョウリュウジャーVSゴーバスターズ 恐竜大決戦! さらば永遠の友よ』では、ダイノホープを奪われ、一時的に洗脳されてキョウリュウジャーを追い詰める。
- 苗字の由来は「白亜紀」から。
- 当初から子持ちという設定にすることは決まっていたが、実の親子かつバツイチ子持ちであると女性ファンが引くのではないかという意見もあったため、現在の形となった。
- 演じた西興一朗は、後年のインタビューで明るくポジティブな性格の凌駕を演じたことで自身も明るくなれたと述べている。一方で、当時の演じ方については「かなり造りあげた人物像」と評している。

アバレッド
伯亜凌駕が変身する戦士。名乗り口上は「元気莫大!アバレッド」。
直感に基づいた戦闘を得意とし、強大なパワーを全身に漲らせている。ティラノサウルスを思わせる肉弾攻撃も行う。
アバレモードでは手脚のヒレが巨大化し、特に両腕のヒレは刃物のように鋭利になっている。戦い方は荒々しくなり、目まぐるしい動きで相手を翻弄する攻撃を得意とする。相手の脚を掴んで投げ飛ばす技も用いる。
- ゴーグル部分のイメージはティラノサウルスの鋭い歯。

アバレマックス
第31話から登場する、アバレッドの強化形態。レッド・ブルー・イエローのダイノガッツをスティライザーに集中することによって3つのダイノガッツをスパークさせ、発動する。その際、当初はブルーとイエローの爆竜チェンジが解除されてしまっていたが、後に克服する。
戦闘力も3倍に強化され攻撃力・防御力ともに最強を誇り、パンチ力は6トン、キック力は18トン、走力は時速450キロメートル。凌駕としての感情は抑えられ、しゃべり方も変化し、普段の明るく軽快な口調から一転、低く落ち着いた口調になる。その力をさらに倍増するマックスフィールドと呼ばれる異空間を形成して敵を引き込むこともできる。マックスフィールドでは通常では敵わなかったアバレモードのアバレキラーやキラーゴーストに圧勝するほど。爆竜スティラコサウルスを召喚、マックスオージャ（マックスリュウオー）に乗り込む。応援する人々のダイノガッツを吸収してアバレマックスに変身したこともある。
側面模様の青と黄色のカラーリングは、ブルーとイエローのダイノガッツを集中させているためである。
- 黄金のパーツがアバレッドのマスクや肩に付き、胸のマークも新たなデザインとなっている。
- 凌駕役の西は、3人のダイノガッツが一つになっていることから元の凌駕と同じ性格では駄目だろうと考え、子供が親近感を抱くのは熱血漢だが本当に憧れているのはクールなヒーローであるという持論から、凌駕とは真逆なイメージで演じた。

三条 幸人（）
爆竜トリケラトプスのパートナー。21歳。北海道札幌市出身。年収4億を誇り、某国の諜報員や大国の要人にもコネを持つ凄腕のカリスマ整体師。愛車はポルシェと日産R34スカイラインGT-R。
実は一流企業・三条コーポレーションの御曹司であり、幼少のころから家督を継ぐために帝王学を受けた経験がある。15歳の時に仲良くなった少女との仲を金で裂いた父に反発して家出し、整体師となる。また、彼の整体はナナクサルンバによって正月に関係する縁起物にされた者を元に戻す効果もある。
当初はアバレブルーになることを拒否していたが、次第に他のメンバーと打ち解けるようになり、特に凌駕やアスカ、爆竜たちにはさりげない思いやりの言葉を掛けることが多くなっていった。クールな性格の自信家で無愛想な面が目立つ一方、心の奥に強い正義感と優しさを秘めており、爆竜ジャケットを着るのを拒んだ際に舞のひと言で脱ぎかけた服を着直すなど子供の頼みが断れない面もある。特技はロシア語。嫌いな食べ物は貝類（後に克服）。味覚オンチな一面もある。最終決戦後は再び整体師に戻り、世界中を回る。
『獣電戦隊キョウリュウジャーVSゴーバスターズ 恐竜大決戦! さらば永遠の友よ』では、アバレンジャー獣電池の開発に協力する。
- 苗字の由来は「三畳紀」から。
- ブラック・ジャックのように、という注文があったが、外科医ではそのままのため、鍼灸師となった。

アバレブルー
三条幸人が変身する戦士。名乗り口上は「本気爆発!アバレブルー」。
防御力に秀でており、幸人自身の華麗な動きで連続技を駆使する。
アバレモードでは手脚のヒレが巨大化し、特に肩の部分がトリケラトプスの角のように鋭利になっている。四つん這いになった状態で高速ダッシュし、相手に突撃する戦法を得意とする。
- ゴーグルはトリケラトプスの牙をデザイン化している。前作『ハリケンジャー』とは性別を変えている。
- 名乗りポーズは、ツボ押しをアレンジしたものとなっている。

樹 らんる（）
爆竜プテラノドンのパートナー。20歳。福岡県福岡市博多出身。
元アイドル歌手だったが、趣味のメカいじりが出来なくなるという理由から引退している。
性格は勝気で度胸があり、負けず嫌い。普段は標準語だが感情的になると博多弁になる。凌駕やアスカと同じく仲間には基本的に「さん」付けで接している。特技は乗り物の整備と運転。メカいじりの趣味が戦いに役立つことも多く、「恐竜や」店内の秘密基地もらんるが設計する。アスカに想いを寄せており、彼とマホロの幸せを願っていた。嫌いな食べ物は納豆・ピーマン（いずれも後に克服）、苦手な人物はアイドル時代の振付の先生であったタケウチ先生。自分を恋慕うヤツデンワニも酷く嫌がっているが、徐々に打ち解けている。最終決戦後はF3レーサーになる。
- 名前の由来は「ジュラ紀」から。
- 女の子が1人だけではメインターゲットの男児に対して訴求力が弱いため、その辺りの強化を意識した結果、メカおたくの元アイドルという設定となった。劇中では語られなかったが、幼少期にいじめられて人間不信に陥ったのをメカ好きの祖父に救われた、という家族設定があったという。

アバレイエロー
樹らんるが変身する戦士。名乗り口上は「勇気で驀進!アバレイエロー」。
スピードと跳躍力に優れ、射撃の腕前も秀でる。
アバレモードでは腕部に翼が現れ、手脚の模様は他のメンバーよりも変化が小さい。飛行能力を有し、翼の先端にプテラダガーを構えて立体的な攻撃を行う。陸戦時は翼を収納することも可能である。
- ゴーグルは王道のハート型で、プテラの頭部のとさかをイメージした隆起を中央に入れている。他の戦士よりもアバレモード時の骨格状突起はおとなしめ。前作『ハリケンジャー』とは性別を変えている。

アスカ
爆竜ブラキオサウルスのパートナー。ダイノアースの対エヴォリアンの竜人族レジスタンスの生き残りで、凌駕たち3人にダイノブレスを与えた竜人。アバレンジャーのリーダー格。
アナザーアースでは「恐竜や」の従業員大野 飛鳥（）と名乗る。優しく落ち着いた性格だが、エヴォリアンによって幼少期から物語終盤まで悲惨な目に遭い続けており、精神面に影響して変身できなかったこともある。また、ダイノアースという異世界の住人でもあるためにアナザーアースの常識に疎く、やや天然ボケな一面もある。
第1話の冒頭、ダイノアースでエヴォリアンとの戦闘中に変身アイテムであるダイノハープを破損し変身不能となる。後にバキケロナグルスの爆竜カプセルの殻に入っていた、爆竜を育てる栄養源の「ヒダマ」を使って再生させ、再びアバレブラックとなる。
当初はマホロを殺してその身体を乗っ取ったと思っていたジャンヌに対する憎しみのために戦っていたため、本領を発揮できなかったが、後に復讐心を振り払い克服する。
一人称は基本的に「私」だが、爆竜たちやマホロなど、ダイノアースの仲間に対しては「俺」を使う。アナザーアースの人間には敬語を使うが、ダイノアースの仲間やエヴォリアンなどの敵に対しては普通の口調となる。また、エヴォリアンの幹部にも基本的に本名で呼ばれている。
全ての戦いが終わり、マホロ、爆竜たち、そしてリジュエルの姿から本来の姿に戻った娘と共にダイノアースへ帰る際、娘の名前をミコトと名付ける。最終回のエンディングではそっくりさんがマホロと謎の少女にそっくりな妻子を伴い登場。
ダイノハープをハーモニカとして演奏することもある。
『轟轟戦隊ボウケンジャーVSスーパー戦隊』では、マホロとの結婚生活3年目を迎えており、2人目の子供ができている模様。スーパー戦隊住所録に記載されている住所は「ABA03004」。ドリーム戦隊結成の初戦で他の先輩戦士同様、足を引っ張った末責任の擦り付けをした。他の先輩戦士とは異なり、自ら高丘 映士/ボウケンシルバーに連絡し、アナザーアースへと戻って来ている。
- 戦士として素人である凌駕たち3人に対して、長官のようなスタンスの存在として、本来メインであるレッドたちよりもアドバンテージは圧倒的のため、相対的にレッドが弱くなってしまうことから、「すぐ感激して泣く」という設定を与えたという。
- 竜人族の戦闘服のデザインイメージはワイルドで民族のようなテイストで描かれている。

アバレブラック
アスカが変身する戦士。名乗り口上は「無敵の竜人魂!アバレブラック」。
変身にはダイノコマンダーとダイノハープを使う。パートナーのブラキオサウルスのポジションもあって巨大戦に参加することは少ない。精神状態によって戦闘力が著しく変化し、アバレンオーを苦戦させた巨大サイズの敵すら倒してしまったり、キラーオーを一撃で撤退に追い込ませたりするほど攻撃力が非常に高い。
アバレモードでは手脚のヒレが巨大化する。片手で相手を持ち上げたり、トリノイドの体を貫通するほどのパンチを放つなど、強大なパワーを誇る。相手を持ち上げて、何度も地面に叩きつける技を得意とする。
- アバレブラックのデザインは肩アーマーや骨格模様などがメインの3人と差別化されている。マスクの突起状はブラキオサウルスの頭部の角張りを再現している。

仲代 壬琴（）
第17話から登場。爆竜トップゲイラーのパートナー。
医大を飛び級して卒業し14歳で医師免許を取得した天才外科医で、暗黒爆竜に襲われた凌駕を救った。幼少期からすべての思うものを手に入れてきたが、天才ゆえ周囲から異端視され孤独な生活を送り、「努力する楽しみ」と「達成する喜び」を知らず、常に満たされない心の空白を埋める「ときめき」を求め続けていた。性格は冷徹で、荒っぽい面も併せ持つ。
実は彼も爆竜の声を聞いていた一人だったが、それは爆発したアノマロガリスの中から落ちた爆竜カプセルの中にいたトップゲイラーの声で、カプセルの中からダイノマインダーを入手し、医師を辞め戦いを「ゲーム」と称してアバレンジャーに挑戦する。変身した当初は、拒絶反応が起き、重傷を負っていた。第30話からはエヴォリアンを率いることになるが、体内にアナザーデズモゾーリャの邪命因子が宿っており、才能をもたらし彼の人生を歪めたと判明。それを知った彼はエヴォリアンと決別、改心して「5人目のアバレンジャー」となる。
自己保存しようとする邪命因子の影響で不死身の力を得て、ダイノマインダーの暴走を抑制していたが、第48話で自らのダイノガッツと、他の4人からもらったダイノガッツで体内の邪命因子を取り除く。しかしそのために不死身の力を失ってダイノマインダーも制御できなくなってしまい、トップゲイラーとともに宇宙で死亡する。
彼の意思はアスカがマホロの娘に「ミコト」と名付けることにより大事に残されている。最終回のエンディングでは壬琴のそっくりさんが登場。リジュエルのそっくりさんとラブラブである他、壬琴の口癖である「ときめくねぇ」を口にしている。
- 苗字の由来は「中生代」から。
- 上記の通り、スーパー戦隊でありながらほとんど敵としての登場であり、テレビシリーズにおいて4人と共闘したのは第43話後半、46 - 48話のみだった。ただし、壬琴自身の目的のために味方意識なしでの共闘はあった。東映プロデューサーの日笠淳によれば、アバレキラーが終盤まで敵対していたのは、テレビ朝日プロデューサーの中嶋豪の強い意向であったという。メインライター荒川稔久はキラーは最後まで味方になることなく敵のまま最期を迎える構想をしており、演じた田中幸太朗もキラーが味方になったことについて納得がいかないと述壊している。
- 最終オーディションには田中以外にも後に次作『特捜戦隊デカレンジャー』にて戸増 宝児（ホージー） / デカブルーを演じた林剛史も残っていた。

アバレキラー
第18話から登場。仲代壬琴が変身する戦士。名乗り口上は「ときめきの白眉!アバレキラー」。
変身にはダイノマインダーを使う。スーツカラーはホワイト。変身時は呟くように「爆竜チェンジ」と言いながら最小限の動きでダイノマインダーのスイッチを押すのが特徴である。正式に5人目のアバレンジャーになってからは他のメンバーと同様に、叫びながら大きなアクションと共にスイッチを押すようになった。5人揃っての名乗りはテレビシリーズでは47・48話のみである。また、変身バンクが唯一用意されなかった。
戦闘能力はアバレンジャー4人のアバレモードをも軽くあしらうほど。高速移動しながらの攻撃が得意で、第20話ではアバレッドが名乗りを上げようとしたところを攻撃した。
単体で強大な力を持つその反面、攻撃力のみを追い求めているため、防御力がレッドたちのものに比べて低く、それを補うためと強大なパワーを抑えるために胸部にプロテクターが装着されているが、制御が困難である。強大なパワーと引き換えに、命を冒す危険性も持ち合わせており、壬琴はその力をなかなか制御できずにいたが、やがて使いこなせるようになる。ベルトのバックルには、敵を捕獲して閉じ込める機能が備わっている。
アバレモードでは、スーツの黒い模様が鋭いトゲになり、両手にはキラークローを備える。クローからビームを放つこともでき、これを鞭のように操ることも可能である。トリノイドを一瞬で倒す戦闘力を持つ。
- デフォルトデザインは他の4人とは大きく外れたものとなっており、トップゲイラーのとさかが頭部にあしらわれている。

### 恐竜やの面々 / その他
- スケさんやえみポンは視聴者の代表として、ヒーローに憧れているがなれないという存在を置くことで、色んな世代のエピソードを作りたいという理由があり、宇宙刑事シリーズの小次郎のように、幼稚園児の舞からお達者のスケさんたちまで、無理なく凌駕に絡めるものとなった[9]。

杉下 竜之介（）
和風純喫茶「恐竜や」のマスター。爆竜の声に応え、えみポンと共にアスカに接触する。当初は首までアバレブルーに変身しかけたものの、爆竜チェンジに耐えられるダイノガッツを持っておらず、途中で解除されてしまう。凌駕たちにも敬語で話しかけるほど温厚な人柄で、「恐竜や」をアバレンジャーの拠点として提供し、凌駕たちの精神的な支えとなっている。ときたま店を任せてふらっとどこかに出かけたりする。愛称はスケさんで、えみポンが命名した。幸人からは「杉下のオッサン」、舞からは「おじいちゃん」と呼ばれる。
爆竜ジャケットを製作したり、「恐竜や」をアバレンジャーの拠点として改造する際に怪しげな外国人の技師を大勢招き入れるなど多彩な人物で、幸人から「只者じゃないな…」と言われたが、最後までその素性は明かされることはない。サイドカー付きのオートバイを所有し、アバレンジャーのメンバーにも貸し出している。
得意な踊りはかっぽれだが、動きがバーミア兵と酷似していたためアスカの幼少期のトラウマが蘇り、以来控えている。
『特捜戦隊デカレンジャーVSアバレンジャー』では、ドギー・クルーガーが恐竜やの常連であり杉下竜之介とは「杉さん」「ドギちゃん」の愛称で呼び合っていることが描かれた。
- かっぽれは杉下を演じる奥村の特技である。

今中 笑里（）
竜之介と同様に爆竜の声を聞き、アスカと接触した女子高生。愛称はえみポン。赤縁メガネと三つ編みが特徴。当初は首までアバレイエローに変身しかけたものの、爆竜チェンジに耐えられるダイノガッツを持っておらず、途中で解除されてしまう。しかし本人はその後も「アバレピンク」になることを狙っており、1度だけ自作の衣装を身につけて参戦している。普段はアルバイトとして「恐竜や」に出入りし、ムードメーカーの役割を担う。アバレンジャーやアバレマックスの事実上の命名者でもある。
テンサイキックの作ったサイキック砂糖大根を食べさせられるが飲み込みが遅い影響で洗脳されず、彼が倒された後に超能力（劇中では、変身能力と物体を浮かせる能力が確認できる）を身に付け「アバレピンク」に変身しようとするも、「ピンク」と「ピッグ」を間違え、「ブヒ」が口癖の人語をしゃべる子ブタ（えみトン）になってしまったり、ギガノイドやビキニ姿にされ、そのままビーナス像にされたり、両親の目の前でラフレシアにされたり、ルンバを踊らされて羽子板にされるなど災難な役回りを演じることも多い。ブタに関しては、アバレピンクのモチーフとして演出にも引きずられている。学校での勉強の成績も悪く、学年で最下位になったほどでもある。両親はハイテンションな性格。
一度、両親の仕事の都合でタイに引っ越しされそうになり、それを防ぐために、前述した自作の衣装で変装して参戦することで両親に自分が日本を離れることができないことを訴えようとしたが、それが仇となり、ルージュラフレシアによってラフレシアにされてしまう。そのため、父親は笑里を守れなかったアバレンジャー3人を責め立て、余計に話をこじらせる結果となったが、最終的にはアバレンジャーの頑張りを見て考えを改め、元に戻ることができた笑里も「恐竜や」に移り住む形で日本に残ることが許される。
最終決戦後は高校を卒業し、幸人の助手として海外へ旅立つ。
『特捜戦隊デカレンジャーVSアバレンジャー』では、幸人と同じ整体師になっている。この時のトリケラのセリフから察するに交際は始めていた模様。
『海賊戦隊ゴーカイジャー』以降の作品では幸人と結婚しており、「三条 笑里（さんじょう えみり）」として登場する。
- キャラクターイメージは「シノラー」。

伯亜 舞（）
凌駕の姪。保育園に通う5歳児。両親（凌駕の兄夫婦）を事故で亡くし、叔父である凌駕と暮らす。親代わりである凌駕を「凌ちゃん」と呼び慕う。洗脳やビキニ姿、バーミア兵にされそうになったり、ルンバを踊らされ年賀状にされるなどエヴォリアンの作戦に巻き込まれることも多かった。優しく天真爛漫な性格であり、年齢の割に聡くしっかりした面もあり、精神の入れ替わった凌駕と幸人を（本人たちが秘密にしていたにもかかわらず）見抜いたこともあった。苦手な食べ物は椎茸（後に克服）。
基本的に「舞ちゃん」と呼ばれるが、幸人は「舞」と呼び捨てにしている（凌駕もまれに呼んでいる）。
『特捜戦隊デカレンジャーVSアバレンジャー』では、ハリウッドでスカウトされ、アメリカで子役の演技をしている。

横田さん（）
「恐竜や」の常連客。注文の最中にエヴォリアンが現れて、何も食べられないことがしばしば。それどころか、客なのに店番を任されることもある。マイスプーンを常時携行。竜之介からは「横ちゃん」、凌駕とアスカからは「横ちゃんさん」と呼ばれる。アナザーアースに飛ばされてきたミケラとヴォッファと意気投合して酒を飲んだこともある。

謎の少女
リジェがリジュエルとして急成長した際に肉体から分離した、彼女の竜人としての精神体。そのため、顔もリジェと瓜二つである。リジェの正体にかかわるキーパーソンで一時期、舞の体に憑依していた。リジェがリジュエルになった後、実体化して恐竜やで生活することとなる。第45話では笑里と共にルンバを踊らされ羽子板にされたこともあった。
- 劇中では名前はなく、雑誌ではカスミと表記されていた。

ミコト
終盤に登場。邪悪な因子が消滅したリジュエル（リジェ）、謎の少女の本来の姿であり、アスカとマホロの娘。名前は仲代壬琴にちなんでつけられた。
『特捜戦隊デカレンジャーVSアバレンジャー』では、普通の竜人の赤ちゃんなのだが、リジェ（リジュエル）同様にキスでアスカをアナザーアースに送った。本人はエンディングに登場。

ヤツデンワニ
第18話から登場。トリノイド第12号（ヤツデと電話とワニの合成）。登場直後にミケラたちから見放されたり、アバレキラーに捕まってお手伝いさんにされるなど散々な目に遭っている。基本的に悪い奴ではないらしく、結局「恐竜や」を気に入って住み着き働くことに。創造主であるミケラのことを「パパ」と呼ぶ。キラーの召使いだったころはエヴォリアンに戻ることを切実に願っていたが、恐竜やに住み着いてからは恐竜やの面々といる時が幸せだと感じ始め、デズモゾーリャを恐れるまでになる。エヴォリアン崩壊後も相変わらず恐竜やに居候している。トリノイドであるため、凌駕とアスカは彼に対して敬語を使っていない。
軽蔑の目で見られるとその相手に恋をするため、爆竜を捜索中のらんるに一目惚れをする。以降ストーカー的に想い続ける。歌うことが好きなのだが、ものすごい音痴のため周囲に脳震盪をおこさせ、苦しめるほど。のちの『特捜戦隊デカレンジャーVSアバレンジャー』のエンディングでも歌いデカレンジャーの面々たちを苦しめる。
頭部にある電話はかけたいところにコールすることができるほどであり、侵略の園や恐竜やに電話をかけている。
第44話でふとしたことがきっかけでアバレンジャー4人を夢の世界に送り込んだ。最後は脱出した4人のスーパーダイノボンバーで倒されたと思われたがこの話自体ヤツデンワニの夢オチだった。
『特捜戦隊デカレンジャーVSアバレンジャー』では、恐竜やの社長に就任し、恐竜やを全国チェーン店にする。
『海賊戦隊ゴーカイジャーVS宇宙刑事ギャバン THE MOVIE』では、魔空監獄に捕らわれている。
『特命戦隊ゴーバスターズVS海賊戦隊ゴーカイジャー THE MOVIE』では、ヒロムとマーベラスが向かった2005年で恐竜やの店長として活動している。
- デザイン段階ではレギュラー化は想定されていなかったが、第18話のアバンタイトルだけでの登場ではもったいないとして再登場することとなり、その後プロデューサーの塚田英明の要望によりレギュラーとなった。声を担当した津久井教生も当初は3回程度の予定と伝えられていた。スーツアクターは第18話はJAEの新人が務めていたが、第21話以降はスケジュールの空いていた今井靖彦がアバレキラーと兼任で担当することとなった。
- デザインは同時期に放送していた『仮面ライダー555』のクロコダイルオルフェノクとモチーフが重複するため人型は避けられ、上半身が丸々ワニ1匹で構成されているデザインとなった。電話の位置は自分で電話をかけられるようにしてほしいという要望を基に試行錯誤され、頭の上につけられた。ヤツデの葉を手足に付けている。あえてモダンなレリーフを付けて古いヨーロッパの洋風な電話にしてモダンな感じにしている。
- 当初スーツの口はワイヤーで動かすギミックが備わっていたが、口が大きいため動かしづらく、今井の提案により手で動かす形となりギミックは外された。

### 爆竜
恐竜が金属の身体と高い知能を持って進化したダイノアースの生命体。詳細については#設定・用語の項を参照。
- 腕への爆竜合体用の爆竜は様々な工具として遊べる玩具というテーマとなっている[50]。

爆竜ティラノサウルス
ティラノサウルスが超ドリル進化した爆竜。体色は赤、語尾は「テラ」、一人称は「俺」。アバレッドのパートナーでもある。
高い戦闘力でドリルテイルや爪は厚さ1メートルの鉄板も切り裂く。性格は短気で荒っぽいが、情に厚い。エヴォリアンの侵攻により子供を失ったらしく、凌駕の育児にはよく口を出す。幼稚園の父親参観で待っている舞を気にかけ、凌駕を口にくわえて放り投げて幸人に「お前もかなり無茶だな」と言われたことがある。
『獣電戦隊キョウリュウジャーVSゴーバスターズ 恐竜大決戦! さらば永遠の友よ』にも登場。
- 怪獣的なデザインであった『恐竜戦隊ジュウレンジャー』の守護獣ティラノザウルスとの差別化から、映画『ジュラシック・パーク』の公開以降に定着した頭から尾までを水平にした体型でデザインされた。バンダイデザイナーの野中剛は、この体型での尾の形状からドリルを連想し、玩具に電動ギミックを導入した。

爆竜トリケラトプス
トリケラトプスが超シールド進化した爆竜。体色は青、語尾は「ケラ」、一人称は「僕」または「私」。アバレブルーのパートナーでもある。
エヴォリアンの侵攻により両親を喪っている。刺々しい幸人とは対照的に穏やかな性格。一度だけケラトという少年になったことがある。
頑丈な体とヒレ状のシールドが特徴である。
- 頭部の角はノコギリ状にアレンジしている。

爆竜プテラノドン
プテラノドンが超カッター進化した爆竜。体色は黄色、語尾は「プラ」、一人称は「アタシ」。アバレイエローのパートナーでもある。
高速飛行で衝撃波を発生させる。エヴォリアンの侵攻により恋人を失ったらしい。爆竜たちの姉御的存在で、らんるに似た勝ち気な性格である。

爆竜ブラキオサウルス
ブラキオサウルスが超ハンガー進化した爆竜。体色は黒、語尾は「ブラ」、一人称は「私」。アバレブラックのパートナーでもある。
思慮深く、戦いを好まない穏やかな性格で、爆竜たちのまとめ役でもある。普段は湖に隠れ住んでおり、出動の際にはことわざや、過去の東映特撮シリーズ主題歌から引用したセリフを言う。目から放つ爆竜ビームと口から吐く爆竜ファイヤーが武器。爆竜たちの格納庫にもなっており、体内で傷ついた爆竜を癒すことが可能。最大時にはトップゲイラーとスティラコを除く8体が同居し、会話をするシーンもあった。
『爆竜戦隊アバレンジャーVSハリケンジャー』ではハリケンジャー・ゴウライジャーのシノビマシンたちを格納・発進させたこともある。
- 玩具では首パーツがアバレンオーとジョイントすることが可能。当初はブロー成型による全高570ミリメートルの大型アイテムとして商品化が進められていたが、発売中止となった。

爆竜トップゲイラー
トゥプクスアラが超スピアー・超ジェットファン進化した爆竜。体色は白、語尾は「ゲラ」、一人称は「私」または「俺」。アバレキラーのパートナーでもある。
得意技は、翼の羽ばたきで起こす突風トップウインド。最大の特徴は、全ての爆竜と合体可能であることであり、その能力を活かして、キラーオーに合体できる。かつて、ダイノアースの大都市を一夜にして壊滅させた極めて強力な爆竜で、その危険性により竜人によってアノマロガリスの中に爆竜カプセルとして封印されており、その後は壬琴に声を掛け、彼を惹き寄せていた。似たような境遇の壬琴とは気が合うのか、行動を共にしたが、一見突き放した態度を取りながらも冷徹すぎる壬琴のことを気にかける素振りも見せていた。その直後のダイノマインダーの大爆発により、壬琴と死の運命を共にする。
壬琴のことを普段は「人間」と呼ぶが、彼の最期を見届けた時に初めて彼の名前を呼んでいる。また、一度だけアスカに力を貸したこともある。
- 登場シーンの瓦やビルの上は、『空の大怪獣 ラドン』の博多襲来シーンを踏襲している。

爆竜バキケロナグルス
パキケファロサウルスが超ハンマー進化した爆竜。体色は紫、語尾は「バキ」、一人称は「アッシ」。
卵状の爆竜カプセルの中で眠りについており、凌駕たちのダイノガッツを注ぎ込まれて卵から孵った当初は小さかったが、わずか数週間で成長した。硬い頭とパンチ・ハンマーアームを武器として戦う。やんちゃな性格で、江戸っ子訛りでしゃべる。あだ名はバキちゃん。
第23話でキラーによって洗脳されて手中に落ちたが、第31話で救出される。
- シルバーで頭部の皿状を誇張している。

爆竜ディメノコドン
ディメトロドンが超ノコギリ進化した爆竜。体色は水色。語尾は「デメ」、一人称は「ワシ」。関西弁で喋る。
ジャンヌに操られて京都の街を蹂躙したが、アスカの吹くダイノハープの音色で正気に戻る。熱血漢だが、アスカからは「優しい性格」と言われている。頭部と背中にそれぞれある高い切断力を持つ回転ノコギリ・ノコドンノコギリで攻撃する。
バキケロナグルスと同様、第23話でキラーによって洗脳されて手中に落ちたが、こちらも第31話で救出される。また、暗黒の鎧に支配されたアスカを救うべく、自身の経験から「ダイノハープの音色を聴かせる」という案も出している。

爆竜ステゴスライドン
ステゴサウルスが超スライダー進化した爆竜。体色は紅色。語尾は「テゴ」、一人称は「オラ」。
東北訛りで喋り、やや気弱な性格。
バキケロナグルスと違い、爆竜カプセルから孵りヒダマが無いことから一気に巨大になった。ブラキオでも格納できないほどの巨体だが、足がローラー状になっているため、通常の10倍の速さで走ることができる。
アバレンオーとの合体が出来ないことを悩んでいた際に壬琴の誘いに乗り、「自分の本当の力を試したい」とアバレンジャーのもとを去ってしまった。しかし、内心では誰よりも壬琴とアバレンジャーが共闘してエヴォリアンを倒すことを望んでおり、後半では壬琴の余命が残りわずかであると知るや行動を起こし、その結果彼らが共闘するきっかけを作るという大きな役割を果たす。
壬琴の死後、エヴォリアンとの戦いにて壬琴の弔い合戦を誓っていたことから壬琴に対しては深い信頼を寄せていたことがうかがえる。

爆竜パラサロッキル
パラサウロロフスが超ハサミ進化した爆竜。体色は緑。語尾は「パラサ」、一人称は「ミー」。
アナザーアースでは、日本から最も遠い南米（チリの領土である南太平洋上のファンフェルナンデス諸島）に飛ばされたらしく、そこから微かに感じるダイノガッツの気を頼りに自力で日本に泳いで向かっていたため登場が遅れる。陽気な性格の持ち主でもあるため、南米地域の多くが採用する公用語であるスペイン語混じりの言葉を話す。尻尾がそのまま巨大なハサミ・テイルチョッパーとなる。両手は小さめのハサミになっている。

爆竜アンキロベイルス
アンキロサウルスが超ドリル進化した爆竜。体色は橙色、語尾は「キロ」、一人称は「オレ」。
滅多にやる気を出さないひねくれ者でわがままな性格で、それゆえに友達が少ないらしい。硬い甲羅とドリルのように回転する尻尾・テイルアンカーを持ち、攻撃力・防御力共に高い。テイルアンカーの先端はミサイルのように射出することが可能。
アバレンオーと合体する際は、プテラがいるため、嫌がったり、ひねくれた態度を見せるが、マックスリュウオーに合体する際には、プテラがいないためか、やる気を見せる。「ベイル」とは盾のこと。

爆竜スティラコサウルス
アバレマックスが召喚する伝説の爆竜。体色は赤。異空間に棲み、言語能力は持たず、アバレマックスの脳内に直接意思を伝える。
武鋼竜を上部に搭載した巨大な爆竜戦車ダイノギャリーを牽引しており、牽引状態は爆竜戦車スティラコギャリーと呼ばれる。
全ての爆竜を超えた能力を持つ。必殺技は、ダイノギャリーのホイールのドリル部分にエネルギーを集めて敵を砕くファイヤーボールクラッシュ。
- 最後に出てくることから、『ベン・ハー』のクライマックスのように爆竜の王様を狙っている。

武鋼竜（）
爆竜ほどの知能は持たないものの、戦闘巨人の武器となって戦うことができるように進化した、全身が超金属化した小型の竜。大昔のダイノアースの戦いで戦闘巨人の武具として活躍したが、そのため竜人や爆竜たちより先にほとんど滅びてしまっている。
武鋼竜 スピノゴールド
スピノサウルスが進化した武綱竜。
武鋼竜 ランフォゴールド
ランフォリンクスが進化した2匹の武綱竜。

爆竜ファイヤーノコドン
雑誌「てれびくん」平成15年9月号付属の「ダイノガッツCD」収録のオリジナルドラマのみに登場する爆竜。200年前にアナザーアースに探検に出かけたと伝えられる伝説の爆竜で、ディメノコドンに外見は酷似しているが、メインカラーは赤。背中のファイヤーソーサーは、回転すると炎が出る。ハワイのキラウエア火山の中で眠っていたが、アバレンジャーのダイノガッツに呼応して覚醒、アバレンジャーたちに力を貸した後、再び眠りにつく。

ライドラプター
キラー以外の4人の戦士が使用するヴェロキラプトルが超進化した乗用小型恐竜。アバレンジャーがライドラプターを信じることで垂直の壁も上り下りも可能となる。言語能力はない。
それぞれ（色名）+ラプター（レッドならレッドラプター）という呼称がある。普段はベルトのバックルに収納されている。
本作品における個人用移動ビークルに相当する存在だが、従来作品と比べて出番が少なく、アバレンジャーは基本的に自力や一般のバイクで移動する。
スペック
| 名称                   | 全長            | 全高           | 全幅                                      | 重量                       | 足のサイズ             | 最高速度                    | 出力            |
| ---------------------- | --------------- | -------------- | ----------------------------------------- | -------------------------- | ---------------------- | --------------------------- | --------------- |
| 爆竜ティラノサウルス   | 66 m[52][53]    | 38 m[52][53]   | 24 m[53]                                  | 2,800 t[52][53]            | 17 m[53]               | 走行速度：320 km/h[53]      |                 |
| 爆竜トリケラトプス     | 37 m[55][53]    | 14.5 m[55][53] | 10.5 m[53]                                | 1,100 t[55][53]            | 3.9 m[53]              | 走行速度：200 km/h[53]      |                 |
| 爆竜プテラノドン       | 20.2 m[56][53]  | 15.8 m[53]     | - 8.7 m[53] - 35 m（翼長）[56][53]        | 600 t[56][53]              | 6.8 m[53]              | 飛行速度：マッハ1.2[56][53] |                 |
| 爆竜ブラキオサウルス   | 129.5 m[58][53] | 112 m[58][53]  | 73 m[53]                                  | 9,000 t[58][53]            | 11.6 m[53]             | 走行速度：160 km/h[53]      | 3,000万馬力[53] |
| 爆竜トップゲイラー     | 45.4 m[61][53]  |                | 翼長：76 m[61][53]                        | 2,200 t[61][53]            |                        | マッハ1[61][53]             |                 |
| 爆竜バキケロナグルス   | 41.5 m[72][53]  | 16.8 m[72][53] |                                           | 1,200 t[72][53]            |                        |                             |                 |
| 爆竜ディメノコドン     | 38.2 m[73][53]  | 17.4 m[73][53] | 1,000 t[73][53]                           |                            |                        |                             |                 |
| 爆竜ステゴスライドン   | 45.6 m[74][53]  | 24.5 m[74][53] | 1,500 t[74][53]                           |                            |                        |                             |                 |
| 爆竜パラサロッキル     | 43.5 m[75][53]  | 22.5 m[75][53] | 1,200 t[75][53]                           |                            |                        |                             |                 |
| 爆竜アンキロベイルス   | 43 m[76][53]    | 13.3 m[76][53] | 1,150 t[76][53]                           |                            |                        |                             |                 |
| 爆竜スティラコサウルス | 56 m[68][53]    | 25.5 m[68][53] | 2,000 t[68][53]                           | 800 km/h[53]               |                        |                             |                 |
| 爆竜カルノリュータス   | 68.6 m[77][53]  | 38.5 m[77][53] | 24.5 m[53]                                | 3,250 t[77][53]            | 走行速度：350 km/h[53] |                             |                 |
| 爆竜カスモシールドン   | 35 m[77][53]    | 21.9 m[77][53] | - 11 m[53] - 23.8 m（頭部襟巻きの幅）[53] | 1,350 t[77][53]            | 走行速度：220 km/h[53] |                             |                 |
| 武鋼竜スピノゴールド   | 21 m[69][53]    | 11 m[69][53]   |                                           | 450 t[69][53]              |                        |                             |                 |
| 武鋼竜ランフォゴールド | 26.2 m[69][53]  | 10.6 m[69][53] | 350 t[69][53]                             | マッハ3[69][53]            |                        |                             |                 |
| ライドラプター         | 333 cm[69][78]  | 200 cm[69][78] | 480 kg[69][78]                            | 走行速度：150 km/h[出典 8] |                        |                             |                 |

## アバレンジャーの装備・戦力
アバレンジャーの装備の大半は、竜人・アクガルをはじめとするダイノアースの賢者たちによって創られた。
劇場版に登場する装備や爆竜については爆竜戦隊アバレンジャー DELUXE アバレサマーはキンキン中!を参照。

### 変身アイテム
ダイノブレス
凌駕たち3人が左手首に装備する変身ブレス。
ブレスの口の部分を展開し、「爆竜チェンジ!」の発声でボタンを押すと、ブレスからダイノガッツが開放されてアバレスーツが実体化する。ただし、変身には人一倍強いダイノガッツと適した肉体が必要で、波長が合わなければ変身自体することができない。
他にもこのブレスを通じて爆竜と会話し、会話の際は相手の爆竜の顔がブレスの顔の部分ダイノプレートに現れる。通信機としても使える。
第1話でブルー用とイエロー用は、最初アスカから竜之介と笑里に譲渡されたが、2人が変身に失敗した直後に現れた幸人とらんるが奪い取るように、レッド用は戦場に偶然居合わせた凌駕に幸人から投げ渡され、それぞれが所持することとなる。
イエロー用には、後にトリノイドの細胞に強く反応するサーチビームを発射する機能が組み込まれる。第35話ではらんるが光のロープを射出している。
レッド用はアバレマックスになると金色に変わる。
アスカたちがダイノアースへ帰った後も凌駕たち3人が所持し、『特捜戦隊デカレンジャーVSアバレンジャー』の冒頭から装備していた。
- 玩具ではプレートの交換により爆竜の鳴き声が変わるというギミックが取り入れられていたが、開発スケジュールやコストの都合から劇中のような爆竜との会話は再現されておらず、野中はこのことが後に『炎神戦隊ゴーオンジャー』の炎神ソウルを開発する一因になったと証言している。

ダイノコマンダー
アスカが左手首に装備する変身ブレス。「爆竜チェンジ!」の発声でハーモニカ型の鍵・ダイノハープを差し込んで変身する。こちらも顔が浮かんだ爆竜と会話したり、通信機としても使える。また、爆竜コンバインの役割を持つ爆竜を召喚する際にも、ダイノハープを差し込む。
- 書籍『爆竜戦隊アバレンジャー超全集』では、ダイノブレスと仕様が異なることについて、「ダイノハープが容量が多いと思われる爆竜ブラキオサウルスのダイノガッツに対する安全装置になっている」という説と、「アバレブラックのアバレスーツも含め他のものより旧式または新型である」という説の二つを挙げている。

ダイノマインダー
壬琴が左手首に装備する変身ブレス。レバーを引いて、口を展開し、「爆竜チェンジ!」の発声でボタンを押して変身する。こちらも顔が浮かんだ爆竜と会話したり、通信機としても使える。他の変身ブレスとは違い、一人で敵を倒すことを目的に作られたプロトタイプで、ダイノガッツを暴走させると大爆発を起こし、東京一面を壊滅させるほどの威力があるため、ダイノアースで封印され、エヴォリアンのアノマロガリス内部にトップゲイラーのカプセルと共に保管されていたが、アノマロガリスが撃破されたことで吹き飛ばされ、壬琴の手に渡る。
壬琴の体内に宿っていた邪命因子の影響で大爆発の危険性を抑えていたが、第48話で邪命因子が消滅したためにダイノガッツが暴走、息を引き取った壬琴と彼と共に宇宙空間に飛び去ったトップゲイラーの両者を巻き込んで大爆発する。
『特捜戦隊デカレンジャーVSアバレンジャー』などにゲスト出演した壬琴の左手首にも装着されており、変身に使用された。

### 共通装備・技
アバレスーツ
アバレンジャー各戦士のブレスで装着する、竜人族の賢者たちによって開発されたダイノファイバー製の戦闘服。正式名称はアタック・バンティッド・レジスタンス・スーツ。変身前は微粒子状となってブレスを装備している者の周囲を浮遊している。布のようにしなやかだが、銃弾や刃物でも傷一つ付かず、放射線や熱を完全に通さないほど頑丈に出来ており、変身後は2トンのパンチ力、6トンのキック力、20メートルのジャンプ力、時速150キロメートルの走力、時速300キロメートルのジャンプ速度が備わる。
ブラックのスーツは腕や脚に付いている模様のカラーが金色で、肩当てが装着されていたり、変身するアスカの精神状態で変身の可否や戦闘能力の変化など、3人のものとの違いが複数見受けられる。
初期メンバー4人のベルトのバックルには、ダイノウェポン（レッド・ブルー・イエロー）とライドラプターを圧縮して格納している。
キラーのスーツである通称0号スーツは1人で敵を倒すことを目的に作られたプロトタイプで独特のデザインであるが、前述の経緯からその反省を踏まえて4着のスーツが開発された。
- デザインでは、マスクに各パートナーの爆竜だけでなく、卵のイメージも取り入れており、他のシリーズよりも丸みを強調している。ギザギザ状のゴーグルは、爆竜の口のほか、孵化した卵のひび割れもイメージしている。モチーフの口部分のほかに目にあたる装飾もつけられているが、マスクの口にあたる部分はデザインされておらず、塗り分けもない。メインカラー一色のボディー部分の側面に、恐竜の骨格をイメージした菱形パターンがデザインされており、アバレモード時には立体化する。胸のマークは恐竜の足跡をデザイン化したものとなっている。、

アバレモード
戦士としての感情が頂点に達したことによるダイノガッツの増幅でダイノガッツをスパークさせることによって最大限に爆竜の力が引き出されてアバレスーツの形状が変化した強化形態。それぞれ各パートナー爆竜が話す語尾で叫ぶなど普段よりも気性が荒くなり、レッド・ブルー・ブラックは腕や脚から大きなヒレやトゲ（骨格状突起）を生成、イエローは両脇に翼を展開、キラーは全身にトゲを生成して左右の手甲に長く鋭い爪が装備される。
通常の2倍の力を発揮でき、イエローは時速600キロメートルで飛行できるようになり、キラーは手甲の爪を光の鞭にすることもできる。レッドは怒りが爆発すると、さらに強力なファイヤーアバレモードになる。
強力な力を発揮する反面、ダイノガッツの消費が激しいため数分間しか維持することができない。
- アバレモードの設定は、恐竜らしさを強調するためデザインの決定後にアクション監督の竹田道弘が提案したものである。

アバレイザー
初期メンバーの標準装備で右腰のホルスターで携行。厚さ1メートルのコンクリートを貫くレーザーを撃つガンモードと50センチメートルの鉄柱を輪切りにするソードモードの2つの形態を使い分けることができる。柄の赤いクリスタルで空気中のイオンを吸収してビームに変換して放つ。ペイントビームを放つことも可能。ソードモードは吸収したイオンによってブレードを超振動させて敵を斬る。
第38話ではアバレピンクにコスプレした笑里がブルーに渡されたものを使用した。『特捜戦隊デカレンジャーVSアバレンジャー』では「武器の交換をしたい」というイエローの希望でデカブルーが使った。

### ダイノウェポン
ティラノロッド
レッドのダイノウェポン。一撃で2メートル大の大岩を粉砕する杖。ティラノサウルスの顔の顔型の先端の口で相手を噛み砕いたり、放電能力もある。
地面に突き立てたロッドを軸に連続回転キックを放つティラノハリケーンアタックと大きく円を描いて生み出したエネルギーを敵にぶつけるサークルムーンという技がある。
トリケラバンカー
ブルーのトリケラトプスの頭部の形のダイノウェポン。先端に伸縮自在の角を付けた盾。角は射出することも可能。いわゆるパイルバンカーの一種。
角にエネルギーを込めて相手を袈裟斬りにするブルースラッシュと角で突き刺した敵を持ち上げて高速回転させ、その遠心力で相手を投げ飛ばすトリケラローリングフィニッシュという技がある。
プテラダガー
イエローのダイノウェポン。厚さ30センチメートルもの鉄板をも切り裂くプテラノドンの顔型の2本の短剣。刃の反対側で飛んでくる弾丸を受け止めることも可能。空中を舞いながら何度も斬りつけるフライングダガーと敵の周囲を回りながら斬りつけるプテラスピンクラッシュという技がある。

ダイノスラスター
アバレブラックが使用するダイノウェポンで、サーベル型のステッキ。初期3人のダイノウェポンとは異なり、左腰のホルダーに差して携行している。柄の部分のダイヤルを回して地面に突き立てることにより、4種類の強烈な技を使うことが可能だが、これらの技はダイノガッツの消費が激しい。また、ブラキオサウルスの顔型の柄の先端から衝撃弾を発射することも可能。
ファイヤーインフェルノ
地中のマグマを操り、巨大な火柱を発生させる。
グランドインフェルノ
地震を起こし、地割れを発生させる。
ストームインフェルノ
竜巻や旋風を起こす。
スプラッシュインフェルノ
地中の水や海水で津波を発生させる。
ヘッドクラッシュ
空中で後ろ宙返りしながら敵を切り裂く。
ダイノスラスター・クレセントムーン
大きく円を描いて三日月状のエネルギーブーメランを放つ。
サークルムーン
大きく円を描いて生み出したエネルギー球を敵にぶつける。

ウイングペンタクト
アバレキラーが使用するダイノウェポンで、羽根ペン型の万能武器。左腰のホルダーにさして携行している。通常のタクトモードは、振るうことで催眠光線を放って爆竜を操ったり、衝撃波を発生させる。空間に絵や字を描くペンモードは、光の網を描いて敵を消してしまったり、無数の矢や鎖を描いて自在に操ったり、敵の身体に×を描いて爆発を起こす力を持つ。トップゲイラーの顔型のペンの先端からビームも発射可能。また、ペンの先端を半回転させると剣先が伸び、鋭い切れ味を誇るブレードモードになる。必殺技は高速移動をしながら、ウイングペンタクト・ブレードモードですれ違い様に相手を連続で斬る。怯んだところをペンの先端からのビームで吹き飛ばし、ウイングペンタクト・ペンモードで空中に線を引き、相手全員を爆発させるファイナルレター。

ダイノボンバー
3人のダイノウェポンを合体させてできる必殺武器。エネルギー弾・必殺ダイノダイナマイトを放ち、敵を粉砕する。
3人がレッドのライドラプターに乗って放つ際は必殺ライディングダイナマイトと呼称される。
スーパーダイノボンバー
第17話にて初登場。ダイノボンバーの上部に、アバレブラックのダイノスラスターを合体させた強化形態。必殺スーパーダイノダイナマイトを放ち、敵を粉砕する。
スーペリアダイノボンバー
スーパーダイノボンバーの上部に、アバレキラーのウイングペンタクトを合体させた最強形態。必殺スーペリアダイノダイナマイトを放ち、敵を粉砕する。第46話でドラゴンドランを倒した。
『特捜戦隊デカレンジャーVSアバレンジャー』ではデカレンジャーのディーバズーカと同時発射した。

### アバレマックスの装備・能力
スティライザー
アスカが夢のビジョンに現れた盾を元にして、夢の啓示で手に入れた不思議な白い岩を切り出して作られた盾。3人のダイノガッツを込めることで、アバレッドをアバレマックスに変身させる。トリケラバンカー以上の硬度を誇る盾のディフェンスモードから、収納されている刃を伸ばしてアバレイザー以上の切れ味を誇る剣のオフェンスモードになる。また、バキケロナグルス・ディメノコドン・パラサロッキル・アンキロベイルスの心が一つになるとサモナーモードとなり、マックスオージャと4大爆竜をマックスリュウオーへ合体させる。必殺技はオフェンスモードにダイノガッツを込めて斜め袈裟に斬り裂く必殺スラッシュマキシマム。
大気爆裂マックスフィールド
ダイノガッツと空気中のイオンが結び付き、アバレマックスの力を最大限に引き出す空間を発生させる。

### 個人技・武器
ダブルアバレイザー
レッドが仲間のアバレイザーを借りて二丁拳銃で放つ。
アバレデコピン
敵を二階の軒先にまで吹き飛ばすほどのデコピン。
アバレスマッシュ
空中に2個のボールを放り投げ、自分も空中に回転しながら飛び上がりテニスのラケットでスマッシュする。
竜人の剣
アスカが変身前に使用している、鋭い切れ味を誇る剣。アスカがダイノガッツを集中させて、柄の先端を額に当てることで爆竜反応をキャッチすることも出来る。アバレブラックに変身するとダイノスラスターに変わる。また、スティライザーの元となった石板を削りだす作業にも使用されたが、途中で刃が折れてしまっている。

### 合体技
レイザーアタック
ブルーとイエローがアバレイザーを構えて、それをレッドが踏み台にして、ジャンプして、ガンモードのアバレイザーを放つ。
ダッシュシュート
レッドとブルーが走りながらガンモードのアバレイザーを撃つ。
トリプル回転ソード
3人でジャンプし、空中前方回転した後にソードモードのアバレイザーで敵を斬る。

### 戦闘巨人
爆竜たちがパートナーと心を一つにすることで爆竜合体できる。コクピットも細胞をイメージしたデザインになり、内部に備え付けられたダイノボールという球形のコンソールで爆竜と心を通わせる。他の爆竜を武装する形態を爆竜コンバインという。合体後は「完成!○○!」で戦闘開始。
- 当初から怖い物にデザインを寄せることが心がけられ、噛みつきをイメージしてギザギザをデザインのポイントとしている[50]。

#### アバレンオー
第2話から登場。ティラノサウルス、トリケラトプス、プテラノドンの3大爆竜が合体して誕生する戦闘巨人。初期メンバー3人がパートナー爆竜と一体化することで合体開始。人型に変形したティラノに、トリケラが右腕、プテラが胸部装甲とヘルメットになって合体完了。アバレンジャーが「完成・アバレンオー」の発声を行う。ティラノの攻撃力、トリケラの防御力、プテラの素早さを兼ね備えている。水中でも活動が可能。
武器は、左腕のティラノテイルドリル、右腕のトリケラパンチ、胸部から外してブーメランのように投げつけるプテラカッター。ティラノドリルを分離させて、右肩から分離したトリケラの尻尾を組み合わせるとダブルテイルソード、トリケラパンチの顔を外すとトリケラシールドになる。通常装備以外では、らんるが開発した体内電流増幅放射装置、バーチャル映像モードも備えた電撃ビリビリアンテナを装備したこともある。
技は、両目からレーザーを放つ爆竜ブラスト、胸のティラノの口ティラノジョウから火炎を放つ爆竜ファイヤー、右腕のトリケラの目から透視光線を放つ。
必殺技は、ダイノガッツを集めた左腕のドリルで敵を貫く爆竜電撃ドリルスピン。ダブルテイルソードを銛の要領で投げつける爆竜サーモンハンター。
爆竜コンバイン時はトリケラが分離するか、ティラノの尻尾を体内に収納または外して他の爆竜と合体する。
- コクピットのデザインイメージは細胞で、気の流れを光で表現している[104]。
- スーパー戦隊の1号ロボの玩具では初めて、モーターによる電動回転ギミックが内蔵された[59][50]。

アバレンオージ
第14話に登場。ティラノサウルスとトリケラトプスの2体が爆竜合体した戦闘巨人。プテラがダイノガッツが使用できないことによって一時離脱したらんるの後を追った際に行った合体。「王ではないから」という理由で凌駕に「アバレンオージ（王子）」と名付けられた。身軽さが自慢だが、プテラが欠けているせいで本来の力が出せず、満足に戦えないというデメリットを持つ。
アバレンオーナグルス
第9話から登場。バキケロナグルスが右腕に爆竜コンバインした姿。パンチ攻撃を主体としている。
必殺技は、右腕ナグルアームで連続パンチを決める爆竜必殺バキバキパンチ。
アバレンオーノコドン
第13話から登場。ディメノコドンが左腕に爆竜コンバインした姿。ノコギリ攻撃を行う。
必殺技は、左腕の回転ノコギリノコドンノコギリで敵を十文字に切り裂く爆竜必殺クロスサンダー。
アバレンオースライドン
第16話から登場。ステゴスライドンと爆竜コンバインした姿。上部を展開させたステゴスライドンの上に、アバレンオーがサーフボードのように乗る。水上戦が得意。
武器はステゴスライドンの周囲に付いたヒレカッター。
必殺技は、サーフィンのように水上で敵に突進し、ティラノドリルで敵を貫く爆竜必殺スライダーアタック。
アバレンオーロッキル
第19話から登場。パラサロッキルが左腕に爆竜コンバインした姿。ハサミ攻撃を行う。
必殺技は、左腕のハサミで敵を三・三・七拍子にのせて切り刻む爆竜必殺チョキチョキシザーズ。
アバレンオーベイルス
第21話から登場。アンキロベイルスが右腕に爆竜コンバインした姿。ダブルドリルを駆使する。
右腕のドリルは、先端をアンカーのように発射。盾・ベイルブロッカーを回転させて敵の攻撃を弾く。
必殺技は、右腕のドリルとティラノドリルを高速回転させて、Xを描くように敵を斬る爆竜必殺ツイントルネード。
アバレンオーベイルスロッキル
第26話に登場。パラサロッキル、アンキロベイルスと爆竜コンバインした姿。
右腕のアンカーの先端を射出して敵を捕らえる爆竜カツオの一本釣りを使用する。
アバレンオーベイルスノコドン
ディメノコドン・アンキロベイルスと爆竜コンバインした姿。
ビデオ『爆竜戦隊アバレンジャー スーパービデオ オール爆竜爆笑バトル』のみ登場。
アバレンオーノコドンファイヤー
ファイヤーノコドンが左腕に爆竜コンバインした姿。
必殺技は、左腕の回転ノコギリから炎を出しながら敵を切り裂く爆竜必殺バーニングカッター。
雑誌「てれびくん」平成15年9月号の「ダイノガッツCD」収録のオリジナルドラマのみ登場。

#### キラーオー
第20話から登場。トップゲイラーとステゴスライドンが爆竜合体して誕生した戦闘巨人。アバレキラーがゲイラーと融合してから合体を開始。ゲイラーがステゴを掴んだまま飛翔し、空中で分離して90度回転したゲイラーの翼が両脚、足が両腕となって、ステゴと合体。頭部のフェイスカバーが展開後、ゲイルスピアを手にする。合体完了後、アバレキラーが「完成・キラーオー」の発声を行う。ゲイラーの能力で可能とした合体であり、アバレンオー以上にスピードとパワーに優れ、爆竜コンバインも行える。第43話では、不滅の中にいるアバレキラーに代わり、アバレブラックがステゴスライドンに融合した状態から合体・操縦を行った。
ゲイラーの頭部と胴体で構成された大型槍のゲイルスピアを武器とし、空中前転しながら背中のヒレで攻撃するヒレストライク、顔からエネルギー弾を連射するデスコンバッションファイヤーを放つ。目や掌からも光線を発射。
必殺技は、エネルギーを集めたゲイルスピアを敵に投げつける爆竜必殺デススティンガー、体内の電磁エネルギーを顔に集め、衝撃波として放つ爆竜必殺デスコンバッション。デスコンバッションが決め手になったのは、狩戦のみ。
- コクピットはアバレンオーとは基本的なレイアウトは同じだが、メインを牙としてデザインされている[108]。

キラーオーナグルスノコドン
第23話・第43話に登場。バキケロナルグスとディメノコドンと爆竜コンバインした姿。
必殺技は、右腕で連続パンチを決めるキラーバキバキパンチ、左腕の回転ノコギリノコドンノコギリで敵を十文字に切り裂くキラークロスサンダー。通常形態と同様にデススティンガーも使用可能である。
キラーオーベイルスロッキル
第43話に登場。パラサロッキルとアンキロベイルスと爆竜コンバインした姿。
必殺技は、右腕のドリルで敵を袈裟斬りにした後、左腕のハサミで滅多斬りにする爆竜必殺ドリルシザース。
キラーアバレンオー
劇場版『爆竜戦隊アバレンジャー DELUXE アバレサマーはキンキン中!』およびVシネマ『特捜戦隊デカレンジャーVSアバレンジャー』のみ登場。
アバレンオーとキラーオーが爆竜大合体した戦闘巨人。Vシネマではトップゲイラーのみがアバレンオーと合体する。詳しくは爆竜戦隊アバレンジャー DELUXE アバレサマーはキンキン中!を参照。
オオアバレンオー
第43話のみ登場。キラーアバレンオーの頭にスピノゴールドが兜として、ランフォゴールドが腰の両脇に武器としてそれぞれ爆竜最強合体した戦闘巨人。この形態では3人に加え、アバレブラックとアバレキラーもコックピットに同乗する。
必殺技はブラキオサウルスの背から滑り降りて加速し、両腕の拳で握ったランフォゴールドで連続して斬りつけ、トドメとしてスピノゴールドの鶏冠部にある頭部のカッターを放つ連続攻撃爆竜必殺オオアバレフルスロットル。技の途中でステゴスライドンが離脱している。ブルーを除く4人が「ときめくぜ」とキメゼリフを言っている。

#### マックスオージャ
第33話から登場。スティラコサウルスがダイノギャリーと爆竜合体して誕生した戦闘巨人。コックピットはスティラコの内部ではなく、ダイノギャリーに設けられている。キラーアバレンオーを上回るパワーと装甲を誇る。基本的にはアバレマックス単独で操縦するが、アバレブルーとアバレイエローが乗り込むこともある。アバレンオーと共同戦線を張る場合は、アバレマックスはアバレンオーに乗り込み、アバレブラックがマックスオージャの操縦を担当。最終決戦ではアバレブルーが操縦している。
斧のようなランフォゴールドを手持ち武器とし、トマホークのように振るう。両肩にはドリルのショルダーアタッカーが備わっている。
必殺技は、両肩のショルダーアタッカーを回転させて、敵に叩き込む爆竜必殺マックスショルダーアタック。ランフォゴールドを交差させて、エネルギーを集め、その先から敵を縛り上げる超高圧電流を流すマックスサンダースパーク。ランフォゴールドを交差させて、エネルギーを集め、光の刃を放つマックスクラッシャー。アバレンオー、キラーオーと共にダイノガッツを合わせたエネルギー波を放つ必殺爆竜大進撃アタックも使用。
- コクピットのデザインイメージはナスカの地上絵[112]。

マックスリュウオー
第37話から登場。マックスオージャに4体の爆竜が爆竜超合体した戦闘巨人。バキケロナグルスとアンキロベイルスは右腕と左腕となり、ディメノコドンとパラサロッキルは右脚内と左脚内に格納される。
武器は、バキケロの頭部にマックスオージャの右肩ショルダーアタッカーを装備させたドリルアッパー。アンキロの尻尾にマックスオージャの右肩ショルダーアタッカーと2本のランフォゴールドを連結させた長槍フォリントジャベリン。ジャベリンを回転させて突風を起こすリュウオージャベリンという技を使用する。ビデオ『爆竜戦隊アバレンジャー スーパービデオ オール爆竜爆笑バトル』では、ドリルアッパーを振り上げることで敵を空の果てまで殴り飛ばすスーパーバキバキアッパーを使用。
必殺技はドリルアッパーからのプラズマ弾とリュウオージャベリンが巻き起こす烈風を同時に打ち込む爆竜必殺リュウオーバスター。
『爆竜戦隊アバレンジャーVSハリケンジャー』ではアバレブラックが操縦した。

#### バクレンオー
48話にて登場した悪の戦闘巨人。
詳しくは爆竜戦隊アバレンジャー DELUXE アバレサマーはキンキン中!#爆竜/戦闘巨人を参照。

### スペック
| 名称               | 全高   | 重量     | スピード          | 出力        |
| ------------------ | ------ | -------- | ----------------- | ----------- |
| アバレンオー       | 46 m   | 4,500 t  |                   | 2,200万馬力 |
| キラーオー         | 49 m   | 3,700 t  | 2,250万馬力       |             |
| キラーアバレンオー | 62 m   | 8,200 t  | 3,000万馬力       |             |
| マックスオージャ   | 80 m   | 5,600 t  | 3,500万馬力       |             |
| マックスリュウオー | 67.2 m | 10,150 t | 4,500万馬力       |             |
| オオアバレンオー   | 62 m   | 8,350 t  | 飛行速度：マッハ3 | 9,000万馬力 |
| バクレンオー       | 46.5 m | 4,600 t  | 255 km/h          | 2,300万馬力 |

#### 爆竜合体組み合わせ表
爆竜合体には、次の16種類がある。ブラキオサウルス以外は全て爆竜合体に対応。
| 爆竜合体名                    | 爆竜1              | 爆竜2            | 爆竜3            | 爆竜4            | 爆竜5            |
| ----------------------------- | ------------------ | ---------------- | ---------------- | ---------------- | ---------------- |
| アバレンオー                  | ティラノサウルス   | トリケラトプス   | プテラノドン     | ―                | ―                |
| アバレンオーナグルス          | ティラノサウルス   | ―                | プテラノドン     | バキケロナグルス | ―                |
| アバレンオーノコドン          | ティラノサウルス   | トリケラトプス   | プテラノドン     | ディメノコドン   | ―                |
| アバレンオースライドン        | ティラノサウルス   | トリケラトプス   | プテラノドン     | ステゴスライドン | ―                |
| アバレンオーロッキル          | ティラノサウルス   | トリケラトプス   | プテラノドン     | パラサロッキル   | ―                |
| アバレンオーベイルス          | ティラノサウルス   | ―                | プテラノドン     | アンキロベイルス | ―                |
| アバレンオー ベイルスロッキル | ティラノサウルス   | ―                | プテラノドン     | パラサロッキル   | アンキロベイルス |
| アバレンオージ                | ティラノサウルス   | トリケラトプス   | ―                | ―                | ―                |
| キラーオー                    | トップゲイラー     | ステゴスライドン | ―                | ―                | ―                |
| キラーオー ナグルスノコドン   | トップゲイラー     | ステゴスライドン | バキケロナグルス | ディメノコドン   | ―                |
| キラーオー ベイルスロッキル   | トップゲイラー     | ステゴスライドン | パラサロッキル   | アンキロベイルス | ―                |
| マックスオージャ              | スティラコサウルス | ダイノギャリー   | ―                | ―                | ―                |
| マックスリュウオー            | マックスオージャ   | バキケロナグルス | ディメノコドン   | パラサロッキル   | アンキロベイルス |
| キラーアバレンオー            | アバレンオー       | キラーオー       | ―                | ―                | ―                |
| オオアバレンオー              | アバレンオー       | キラーオー       | スピノゴールド   | ランフォゴールド | ―                |
| バクレンオー                  | カルノリュータス   | カスモシールドン | ―                | ―                | ―                |

## エヴォリアン
資料によっては邪命体エヴォリアンまたは侵略の園エヴォリアンと表記される。
6500万年前、地球に衝突してアナザーアースとダイノアースを発生させる原因となった巨大な隕石に付着していた宇宙微生物が進化したのが、エヴォリアンの神・デズモゾーリャである。デズモゾーリャはダイノアースで部下となる邪悪な生命体・邪命体を生み出して大軍団を結成。ダイノアースを滅ぼした後、アナザーアースに侵攻してきた。ダイノアースにある侵略の園と呼ばれる巨大な城を拠点としている。
- デザインは光る透明パーツが共通の意匠として取り入れられている[116]。

邪命神デズモゾーリャ（）
エヴォリアンの神。肉体が存在しないため、アナザーアースとダイノアースにそれぞれ自分の魂を残しており、ダイノアースの魂はリジェ（リジュエル）に、アナザーアースの魂は仲代壬琴にそれぞれ宿っていた。なお、第41話でのミケラの発言から、アナザーアースのデズモゾーリャは長い歴史の中で乱世の英雄や各時代の独裁者などに憑依して、混乱と破壊を糧に生き永らえてきた可能性が示唆されている。ダイノアース征服後は時折リジェ（リジュエル）に憑依して指令を伝え、失敗を犯した部下には自身が憑依した彼女の手から発する光線で制裁を加える。アスカを含めたアバレンジャーには終盤までその存在を知られていなかった。終盤、自らの身体を欲して様々な作戦に乗り出すが、最終決戦にて侵略の園と融合しデズモゲヴァルスとなるも、アバレンジャーのダイノガッツによって完全に消滅した。
- さとうはデザインモチーフについて、書籍『アバレ大図鑑』では種、書籍『百化繚乱』では原初の生物のイメージとそれぞれ述べている。デザインイメージは邪悪な種で、地上には存在しづらい形でデザインされている。

デズモリジュエル
第47話に登場。リジュエルにデズモゾーリャが憑依したリジュエルの強化体。リジュエル以上の攻撃力を持ち、両手から発射する光線で相手の動きを封じ、額からはビームを発射する。またアバレンジャーの武器や技をすべてはねかえしてしまう強靱な構造を持つ。キラー以外の4人を蹴散らし圧倒したが、5人揃ったアバレンジャー・アバレモードのダイノガッツに包まれ、さらに謎の少女が融合したことでデズモゾーリャとしての部分が完全に分離されリジュエルに戻った。そのためデズモゾーリャは逃走し、リジュエルはマホロの腕の中で本来の姿である赤ん坊の姿へと戻る。
- デザインはリジュエルの衣装の柔らかい部分をアーマーで覆っており、デズモゾーリャに心身共に支配されているという設定から明確な顔をつけていない。無の表情にすることで怖さを表現している。

デズモヴォーラ
第48話に登場。リジュエルに見切りをつけたデズモゾーリャが、最も己に近い原初の姿に戻るべくミケラとヴォッファを取り込んだ姿。デズモリジュエルとは違い、ミケラとヴォッファの意識も存在し、デズモゾーリャによるとこれが2人の本来の姿だという。しかし、これもバクレンオーを手に入れるための仮の肉体である。それでも戦闘能力は非常に高く、マックスフィールドでアバレマックスを圧倒するほど。最終的にキラーオーに撃破され、ミケラとヴォッファは共に消滅した。
- 中央部にはデズモゾーリャ完全体のデザインが取り入れられている。さとうはデザインイメージとして『キャプテンウルトラ』のバンデル星人や『ウルトラマンA』のヒッポリト星人を挙げている。

デズモゲヴァルス
第49話、第50話に登場。侵略の園にデズモゾーリャの残留思念が憑依した侵略の園の究極体。言葉は話さず、怨念のままに暴走している。巨大な槍や両胸や三つの目から放つ強力なビーム、手から放つ物体を操る念動波など、多くの武器や能力を持つ。無数のアノマロガリスでかつてダイノアースを砂漠化させて死の星にした「闇の200日」をアナザーアースで再現しようとしたが、アバレンジャーによって敗北、最後にアバレンオーとマックスオージャを道連れにしようとするも失敗し、アノマロガリスもろとも消滅した。
- 侵略の園を動けるようにデザインされた。本来はアバレブラックが侵入する穴は大砲としてデザインされたものである。
- スーツは動きづらく、撮影ではスカートに足を引っ掛けて転倒するなど苦労が絶えなかったという。

鎧の邪命戦士
第50話に登場。デズモゾーリャの怨念が、アスカとマホロが最も恐れる暗黒の鎧の姿を模して実体化した姿。デズモゲヴァルスの心臓部から生まれた。怨念が込められた伸縮自在の光の剣「ツインブレード」が武器であり、どんな攻撃を受けてもたちまち元通りになる脅威の再生能力を持つ。
- スーツは暗黒の鎧を改造したもの。プロデューサーの塚田英明の要望により、全身にトゲが付けられている。

創造の使徒ミケラ（）
エヴォリアン創設時からデズモゾーリャに仕えている使徒。本名はミケラ・ヒェン・エンガキン・メッツァ・クーツァ・デーモスゴーウィン。生命の実と三色の絵の具を使って、手に持つ杖で絵を描くように2種類の生物（動物1種と植物1種）とその他の物体1種を合成して等身大邪命体・トリノイドを造りだす。とぼけた性格をしており邪悪には見えない。芸術家ゆえ戦闘は苦手だが戦闘能力自体は高く、両手からショットガンのような攻撃を出す。また対象を吸い込んで絵にしてコレクションしてしまう図鑑を持っている。創作意欲は旺盛で、地球の写真百科事典を参考にトリノイド製造に勤しんでいる。最後はデズモゾーリャによってヴォッファと一体化させられ、デズモヴォーラと化すが、実はこれが本来の姿だったらしい。一人称は「私」で、口癖は「〜なんだなぁ」。
- 名前の由来はミケランジェロから。デザインイメージは現代アート。デザインはサルバドール・ダリやルネ・マグリットなどの騙し絵をイメージしており、顔面は三つの顔（輪郭と鼻と口のみ）を合わせたもので、上部の二つの顔の唇が眼となっており、遠めに見ると、一つの顔に見えるようになっている。ヴォッファともども動けないことを前提にデザインされており、足元は両者が地上に現れる第24話の際にデザインされた。

無限の使徒ヴォッファ（）
ミケラと共に古くからデズモゾーリャに仕える使徒。キーボードでイメージを音楽にして奏でて巨大邪命体・ギガノイドを造りだす。ミケラ同様とぼけた性格で、戦闘は苦手な割に戦闘力は高く、触手による強力な攻撃を行う。芸術家気質のため、ミケラと違い、好不調の波が激しく製作ペースはさっぱり。口は見当たらないが水パイプを嗜む。また、42話で目のような部分が口のようににや付いていた。手を組んでいた壬琴を良く思っていなかった。元々ミケラとは同一の存在だったらしく、最後は合体させられデズモヴォーラとなる。一人称は「俺」で、乱暴な口調で喋る。
- 名前の由来はバッハから。デザインモチーフはアメーバやミジンコなどの原始的な生命体で、服に音楽の意匠が用いられている。元々はタコのような足が生えたデザインであったが、これを逆さにして下半身を頭とし、胴体を書き足して完成デザインへと至った。交響曲のスケールの大きさを表現するため、爆発したような頭を付けている。

黎明の使徒リジェ（）
幼い少女の姿をした使徒。普段は眠っているが目を覚ますとデズモゾーリャを自身の体に憑依させ、その言葉を他の使徒に伝える巫女。実年齢は1歳。当初はマホロとデズモゾーリャの嬰児と思われたが、実際はアスカとマホロの間に出来た子が胎内にいた際に邪命因子が作用して生まれた存在。性格は無邪気。地球にトリノイドを送り込むには彼女のキスが必要（ギガノイドの場合は投げキッス）。仲代壬琴に恋愛感情を抱き（彼を「ミコ様」と呼ぶ）、それが理由で性格が変わっていく。
- 美少女が敵のボスであったらゾクゾクするのでは、というものと、舞との対比として子供ということとなった。
- 完成体ではない無に等しい者として、幼さと大人っぽさ、不思議さを白でイメージしている。デザインは純白というオーダーからバレリーナなどをイメージしており、髪型は卑弥呼を意識している。衣装の素材には『忍風戦隊ハリケンジャー シュシュッと THE MOVIE』のライーナ姫の衣装に使われたものと同じ高価なものが用いられている。ベッドのイメージはソラマメとジャックと豆の木。

黎明の使徒リジュエル
第37話から登場。壬琴に憧れるあまり、デズモゾーリャの因子の力で大人の女性の姿に急成長する。リジェだったころとは違い、冷酷かつワガママな性格で、ジャンヌを「おばはん」呼ばわりするほど（壬琴のことも呼び捨てで呼ぶようになる）。戦闘能力が格段に上がっており、たびたびアバレンジャーを圧倒した。「快感」が口癖。エヴォリアンの使命よりも壬琴を優先しており、終盤では壬琴が邪命因子によってデズモゾーリャ化することを阻止しようとしたが、デズモゾーリャに阻止・憑依され、デズモリジュエルに変貌する。
- デザインイメージはクラゲのため、クリアパーツを取り入れている。デザイン画ではジャンヌと対照的に露出度を高くすることを意識しており、胸元が開き、スカートの下は肌の露出したハイレグとなっていたが、撮影が冬場であったことなどもあり実際の衣装ではタイツを履くなど露出が抑えられた。デズモゾーリャの意識が半分入っているという設定のため、ティアラなどはデズモゾーリャと同様のクリアパーツを取り入れている。

破壊の使徒ジャンヌ（）
実戦を任務とするエヴォリアンの幹部。
その正体は、アスカの許婚の竜人で、対エヴォリアンの竜人族レジスタンスの戦士マホロ。ダイノアースで劣勢に立たされ、アスカや兄・ミズホとともに要塞攻略を図るが作戦は失敗。ミズホとともに捕らえられ、デズモゾーリャに偽りのビジョンを見せられてアスカが裏切ったと思い込まされて絶望し、デズモゾーリャの嬰児を産んだことで破壊の使徒ジャンヌとなった。そのため、アスカの殺害に執着しており、何度も対決している。ジャンヌになったことで以前の人格は失われた模様で、自身について「（アスカの）愛するマホロの姿を奪った」と発言したこともある。
アナザーアースでの戦いで記憶を失って「恐竜や」に運ばれたことがきっかけで本来の自分を取り戻す。初期はアナザーアースのことをあまり知らないこともあってか、天然ボケな行動をして周りをびっくりさせていたが、次第に慣れていった。その後、暗黒の鎧に囚われたアスカ、そしてデズモゾーリャに利用された娘・リジュエルを助け出すために再びジャンヌとなり、アスカを暗黒の鎧から解放した後、エヴォリアンに再度寝返ったことを装い、潜入する。以降はリジュエルに鼻で使われながらも表面上は彼女に従う傍ら、トリノイドの作戦や行動を妨害したり、自分やアスカたちを幾度も苦しめた暗黒の鎧を完全に破壊するために一策講じるなど、アバレンジャーたちを秘密裏に支援した。
終盤、リジュエルを救うという目的は成功させるも、その矢先にアバレンジャー側に与していたことがデズモゾーリャにばれてしまい、裏切り者として捕らえられる。最後はアスカに助け出され、ようやく彼の元に戻ってきた。
『特捜戦隊デカレンジャーVSアバレンジャー』では、エンディングに登場。家族全員でアナザーアースに帰ってくる。
- ジャンヌのデザインは戦う女というコンセプトから露出を抑え体のラインを強調している。『ハリケンジャー』のフラビージョやウェンディーヌと差別化を図るため、テーマをクールビューティーな女剣士としてデザインされた。

暗黒の使徒ガイルトン（）
エヴォリアンの先兵で暗黒の鎧を身に纏っている。アノマロガリスと、洗脳した3体の爆竜（ティラノ・トリケラ・プテラ）・暗黒爆竜と共にアナザーアースへ侵攻する。第2話でアナザーアースでの戦いでアバレンジャーに敗れ、ジャンヌの手によって処刑される。
ジャンヌ（マホロ）が剣を主体とした戦い方をするのに対し、斧を主体としている。鎧の下の素顔はジャンヌと同じく竜人であり、アスカに対しては並みならぬ憎しみを抱いているような発言が見られる。
正体は、マホロ（ジャンヌ）の兄・ミズホだったことが、終盤で明かされる。アスカとは親友同士であったが、マホロと同様の経緯でエヴォリアンの使徒となってしまった。
第49話での回想シーンにて、実は第2話にてアバレンジャーに敗れたのが致命傷になったことが判明し、最後まで自分の身を案じてくれたジャンヌに暗黒の鎧を託すために自ら望んで彼女の手に掛かったという事実も明らかになる。
『獣電戦隊キョウリュウジャーVSゴーバスターズ 恐竜大決戦! さらば永遠の友よ』にてネオガイルトンが登場するが、ミズホとは別の存在である。

トリノイド
ミケラが造りだす怪人タイプの等身大邪命体。名前は地球上の動物と植物と無生物がモチーフであり、材料をしりとりで繋げて読んだものである。3つの要素の混合なので「トリ(Tri-)」である。基本的に「動物+植物+何か」なのだが、稀にどのように混ぜたのか分からないものも使われている。等身大で倒されても残骸が生命の実より発するジャメーバ菌の雨を浴びることにより再生・巨大化する。体のどこかに製造ナンバーの数字の意匠を持つ者もいる。
第1 - 3号のトリノイドは第2話で密かに人間社会に潜入し、人間に化けて長期に渡り作戦を行っていた。初期は冷酷・凶暴な者が多かったが次第に創造者に似てとぼけた性格の者ばかりになっていった。
『特捜戦隊デカレンジャーVSアバレンジャー』では、第0号も存在することが判明している。また、エージェント・アブレラに「トリノイドにはふざけた奴が多い」と評されている。
- メインライターの荒川稔久は、従来の作品では2つの要素を合わせた怪人は存在するが3つはいないというところから発想したものであると証言している。3つの要素が混ざることから騙し絵にもなっているが、仮面ライダーよりも視聴者の年齢層が下のため、デザインがグロくなることを常に避けることを意識していたという。また、児童雑誌での公募怪人の雰囲気も意識したという。

ギガノイド
ヴォッファが造り出す怪獣タイプの巨大邪命体。一部を除き言葉はしゃべらない。大規模な破壊活動や、爆竜に対抗するために生み出される場合が多い。その名前はハイドンやベートーヴェン、マーラーなどのクラシック音楽の交響曲の愛称から付けられており、実際に制作される時の音楽も当該楽曲である。生物や恐竜の化石を変化させた者も存在する。
- 脚本家の會川昇は、メインライターの荒川稔久は怪獣ものをやりたくてギガノイドを設定したと証言しており、特に『帰ってきたウルトラマン』での上原正三が手がけた脚本のような作品を志向していたという。途中参加した會川は荒川の意向を汲み取り、それまで荒川しか手を付けていなかったギガノイドが登場する話を中心に執筆した。

キラーゴースト
第30話、第31話に登場。アバレキラーがウイングペンタクトで描いて造りだした邪命体。アバレキラーの能力を引き継いでいる。アバレンジャーを圧倒するが、アバレマックスによって倒される。
後に第40話にリジュエルが生命の実を使って造りだしたリジュエロイドキラーゴーストII世も登場したが、アバレブラックに倒される。
- デザインイメージは「生物的に置き換えられたアバレキラー」で、II世はリジュエルのイメージカラーである紫が追加されている。

バーミア兵
アメーバを人間大に急成長させて造りだした下級兵士。ゾルル（白）とゲルル（黒）の2種類がいる。「ジャメジャメ」と鳴く。色が2種類あるのは「善玉菌」・「悪玉菌」のイメージかららしい。スティックが武器で、液体化・ミクロ化能力を持つ。勝利の際の踊りは民謡の「かっぽれ」にそっくりらしく、ダイノアースを追われたアスカのトラウマになっている。第41話ではアナザーアースにいるデズモゾーリャの因子を持つ人物の捜索およびリジュエル内のデズモゾーリャ覚醒を目的としたレインディアサンタの能力により、邪命因子を感染させられた人間がバーミア兵に変化していた。
- デザインイメージはミトコンドリアなどの細胞。デザインは戦闘員の弱さを表現するため、従来のシリーズの戦闘員で共通していたベルトを廃している。白と黒の2種類の配色案が両方採用されたため2種類登場することとなった。武器は通販番組の商品を参考にしている。

### エヴォリアンの戦力
侵略の園（）
エヴォリアンが征服を完了したダイノアースに建造した本拠地の宮殿。杖を背負った人のような形状をしている。
使徒がいる空間には邪命体を生み出す植物「生命の樹」が生え、リジェ/リジュエルのベッドの豆のサヤのような植物もある。
最終的にデズモゾーリャの残留思念に憑依され、デズモゲヴァルスへと変貌する。
- デザインは宮殿をイメージした女神像などのような彫刻物というコンセプトで描かれている。

生命の樹（）
邪命体を生み出す植物。侵略の園内の使徒がいる空間に生え、幹部はこの樹の実（命の実）を核にトリノイドやギガノイドを生み出す。
この植物もデズモゾーリャの一部らしく、マホロが身籠っていた子どもにデズモゾーリャの魂の片方を宿しその分身として新たな使徒にしたり、マホロ/ジャンヌを洗脳・変化させるなどの力を見せる。
また、壬琴の故郷にも同様の樹が生えており、第43話で不滅と一体化した壬琴を体内に取り込み、彼と融合。デズモゾーリャを復活させるため、世界中に邪命体をばら撒き、日本中に樹の根を張り巡らせようとする。
- デザインモチーフはサヤエンドウ。

暗黒の鎧（）
本来は竜人族に伝わる伝説の鎧。0号スーツ（アバレキラー）より以前に開発された古の時代の物で、未装着時は黒いアンモナイトの化石状になっている。
装着者は凄まじい力を与える代わり、鎧の呪いによって常に破壊衝動に苛まれる。自らの意思での制御が困難になり、人間の心を奪われ、闘争本能の赴くままに戦い求め続け、敵味方関係なく破壊と戦闘の限りを尽くし、装着者が命を落すまで戦い続ける狂戦士へと化してしまう。
自己修復や空間転移、爆竜を洗脳し、意のままに操作するなどの多様な特殊能力のほか、強大すぎる力を秘めており、一度でも力を解き放てば辺りを破壊尽くす波動を放ち、圧倒的な破壊力を誇る。さらに戦いを重ね続けることで自らを強化し、さらに進化することが可能とされている。鎧自身の最終目標は最強の存在＝全てを破壊し尽くす「究極の破壊者」へと高みに上ることである。
鎧を制御するには人々の悲しみや絶望などの負の感情と爆竜を取り込む必要があるらしい。また、鎧を脱ぐには装着者を斬らなければならず、倒した者に呪いと共に鎧が取り憑かれてしまう。鎧そのものを消滅させるには、正と邪の心を持つ相反する剣を同時に受けさせるしかない。
劇中では、マホロを救うために力を求めたアスカが封印を解き、最初に装着し、その後、アスカを倒したガイルトン（ミズホ）の手に渡り、彼の死後はジャンヌ（マホロ）が使用した。アスカは破壊衝動に支配され、ガイルトンは制御していたが使いこなせていなかった模様で、ジャンヌは使いこなすために様々な手段を用いて使いこなすまでにいたった。後にアスカがその呪いを解こうとしてマホロを斬ったため、再び憑依され、敵味方関係なく破壊衝動のままに暴れ回っていた。最終的には、鎧の力を求めた壬琴がジャンヌと協力して奪おうとするも、鎧の消滅を目的としたジャンヌの策略によって装着と同時に壊れる。
後にデズモゾーリャの残留思念が、「アスカとマホロが最も恐れる物」としてこの鎧を再現し、鎧の邪命戦士としてアスカたちを苦しめた。
主な武装は左脚に装備されている伸縮自在の剣。ガイルトンの使用時は盾とロープ状のビームを放つことができる斧を武装してあったが、ジャンヌとアスカは剣だけを使用していた。
- デザインイメージはアンモナイトで、0号スーツよりも古い存在であるという設定を踏まえている。頭部の丸い部分は種子をイメージしている。元々竜人族が作ったアバレスーツのご先祖様を意識してデザインされたため、頬には爪、マスクにはバイザーを付けている。

要塞生命体アノマロガリス（）
デズモゾーリャが造りだす空中を浮遊する邪命体。ガイルトンが操縦した個体とジャンヌが操縦した二世の他に、最終決戦時には多数が登場した。
- 名前の由来はアノマロカリスからだが、名称は後付されたもの。巨大なエイやヒトデなどの軟体生物と戦艦を掛け合わせている。

暴走連結生命体バルギゲニア（）
ヴォッファがアナザーアースに飛ばされたときに目撃した電車をモチーフに1カ月の時間をかけて造り出した邪命体。連結部分を切り離して飛行し攻撃も行う。
- 名前の由来はハルキゲニアから。デザインイメージはザリガニ。特撮監督の佛田洋が『ベン・ハー』のようにミニチュアによる爆竜スティラコサウルスとの戦車戦を要望したことから創作された。モチーフはザリガニと電車。

## 設定・用語
ダイノアース
かつて恐竜が滅びた巨大隕石が衝突した際に地球から分裂したもう1つの地球がダイノアースである。それに対して凌駕たちの住む地球をアナザーアースと呼んでいる。隕石により始まった氷河期によりアナザーアースの恐竜たちは滅びたが、アバレザウルスのように爆竜に進化をしかけた種族もいた模様。一方で分裂したアナザーアースには氷河期がなかったため多くの恐竜たちは生き延び、いくつかの種族が爆竜へと進化した。
爆竜と竜人
ダイノアースには氷河期が到来せず、恐竜は滅びることはなかった。そしてダイノアースのイオン濃度の多い大気に合わせて、金属因子をその肉体に付加した形で独自に進化。言語と意志、強靭な金属の体、高い知能を持った一種の巨大知的生命体「爆竜」となったのである。一部の例外を除き、言語による意志の疎通を図ることが出来、言葉を発する際の語尾は各々の名前に由来した特徴的なものとなっている。また一部の小型恐竜は「乗用恐竜ライドラプター」や「武鋼竜」など、爆竜とは別の種族にも進化している。
恐竜と生息域の異なっていた哺乳類はイオン内に含まれる電子により脳が活性化し、人間に非常に酷似した生命体「竜人」となった。人間と異なり、両頬に小さな爪があるのが特徴で、竜人同士でこの爪を触れ合わせることで互いの心の中を読み取れることができる特殊能力を持つ。だがこの行為は、恋人同士のような特別な関係でしか行わないことと言われている。また、体内に邪命因子を持つ者に両頬の爪に触れられると激痛が走ってしまう。爆竜と竜人は共存することで自らの文明を発展させていったが、作中においてエヴォリアンとの戦いで生き残った竜人はアスカやジャンヌことマホロ、2人の娘であるリジェおよびリジュエルらしか確認されていない。
- 爆竜のデザインには、三角形の模様が共通のディテールとして取り入れられており、アバレンジャーとの統一感も図られている。

ダイノガッツ
アナザーアース・ダイノアースの全生物が持っている精神エネルギーでアバレンジャーの力の根源。アナザーアースでは進化の過程で不要なものとなり忘れ去られたが、アバレンジャーは特に強いダイノガッツと忍耐力を持っているため変身が可能。エネルギーとして照射することにより、攻撃に使用したり、他者に力を与えたり、爆竜の卵を孵化させたり、誰かの体を乗っ取っている敵を追い払うことも可能。敵に奪われても、強い心があれば無限に発生する。
- パイロット版監督の小中肇はオープニングでの凌駕らが子供から大人に変化するカットについて、子供のころは誰でも持っていたダイノガッツを凌駕らは大人になっても持っているということを意図したものであると述べている。

和風純喫茶「恐竜や（）」
恐竜愛好家である杉下竜之介が経営しているカレーショップで、紫蘇町（）にある。第2話で凌駕たちが竜之介にここへ案内された後に、アバレンジャーたちの活動拠点となる。店内は、恐竜に関するインテリアが多数置かれ、和室や凌駕たちが寝泊まりする各個室もある。メインメニューは恐竜カレー皿に盛り付けされる恐竜カレー（サラダ付きで900円）で、劇中で食した数多くの人物から高評価を得ている。また、隠しメニューとしてヅケ丼があり、無料で恐竜ガムも配られている。第4話で幸人の出資により、竜之介の依頼を受けた外国人の技師数人が店内をアバレンジャーの秘密基地として改造。これにより、エヴォリアン出現時には、メインフロアの恐竜の頭部化石のインテリアの歯を操作することで、カウンター席が180度回転し、小型モニター3台がある司令室（コンピュータールーム）が現れたり、天井から大型モニターが降りてくるようになるなど、店内が変化するようになった。この大型モニターは、各地にある監視カメラと連動していると同時に次元の扉反応を感知するなど高性能を誇る。
『特捜戦隊デカレンジャーVSアバレンジャー』では、超高層ビルを本社とする大手外食産業へと急成長し、ヤツデンワニが会社を乗っ取る形で社長に就任。その後もスーパー戦隊Vシネマやスーパー戦隊祭を中心に、アバレンジャーが登場しない作品にまで「登場人物にゆかりのある店」としてその名前が登場している。

## キャスト
キャスティングではテレビ朝日プロデューサーの中嶋豪がキャラクターの突出した部分にこだわっており、東映プロデューサーの日笠淳は特に男性メンバー4人は他の作品と比べて癖の強いタイプが揃ったと評している。
「5人のアバレンジャーたちと『人間と対等の知的生命体』である10大爆竜たちとの交流による『15人戦隊』を描く」という方向性から、爆竜たちを担当する声優陣の人選には特に力が入れられ、ティラノサウルス役の長嶝高士、ブラキオサウルス役の銀河万丈、トップゲイラー役の緑川光、ヤツデンワニ役の津久井教生など過去作でレギュラー級を務めた声優が多く起用されている。本作品では専属のナレーションを設けず、これらの声優陣が進行役も兼任している。またこのうち銀河や、プテラノドン 役の篠原恵美らは第34話「ゲームをやろう! 突撃アバレ星」に顔出しでゲスト出演している。日笠は、アフレコ時にレギュラーが全員揃うとアフレコルームに入りきれなかったと証言している。

### レギュラー・準レギュラー
- 伯亜凌駕 / アバレッド[注釈 54] - 西興一朗
- 三条幸人 / アバレブルー[注釈 54] - 冨田翔
- 樹らんる / アバレイエロー[注釈 54] - いとうあいこ
- アスカ / アバレブラック[注釈 54] - 阿部薫（1 - 32,35,38 - 50）
- 仲代壬琴 / アバレキラー[注釈 55][注釈 56] - 田中幸太朗（17 - 49）
- ジャンヌ/ マホロ[注釈 57] /  - 桜井映里（2 - 50）
- リジェ[注釈 58]（1 - 36）、謎の少女（37 - 43,45 - 47）（2役） - 鈴木かすみ
- リジュエル - 小川摩起（37 - 43,45 - 47）
- 今中笑里 - 西島未智
- 伯亜舞[注釈 59] - 坂野真弥（1,3,4,7 - 9,12 - 16,18,22 - 24,26 - 28,31 - 50）
- 横田 - 諏訪太朗（4,6,10,17,21,24,29,35,38,45,50）
- ミズホ / ガイルトン[注釈 60] - 加々美正史（1,2,30,32,49）
- 赤ちゃん[注釈 61] - 中澤共歩（47 - 50）
- 杉下竜之介 - 奥村公延（1 - 6,12,13,17 - 50）

### 声の出演
- 爆竜ティラノサウルス - 長嶝高士（1 - 34,36 - 41,43 - 50）
- 爆竜トリケラトプス - 宮田幸季（1 - 34,36,37,39 - 41,43 - 50）
- 爆竜プテラノドン - 篠原恵美（1 - 37,39 - 41,43 - 50）
- 爆竜ブラキオサウルス - 銀河万丈（2 - 14,16,17,19 - 34,36,37,39 - 50）
- 爆竜トップゲイラー - 緑川光（19 - 29,33,34,36,39,41 - 43,46 - 48）
- 爆竜バキケロナグルス - 相田さやか（7- 11,14 - 16,20,22,23,30 - 33,36,37,39,41 - 43,45,49,50）
- 爆竜ディメノコドン - 岸尾大輔（13 - 16,20,22,23,30 - 33,36,37,39,40,42,43,45,49,50）
- 爆竜ステゴスライドン - 飯田浩志（16,17,20,21,28,33,36,42,43,46 - 50）
- 爆竜パラサロッキル - 塩屋浩三（19,20,22,24,26,32,33,36,37,39,42,43,45,49,50）
- 爆竜アンキロベイルス[注釈 62] - 御崎朱美（21,24,26,28,29,32,33,36,37,39,42,43,45,49,50）
- デズモゾーリャ - 佐藤正治（32,34,35,43,45 - 48）
- ミケラ - 緒方文興（2 - 43,45 - 48）
- ヴォッファ - 宇垣秀成（2 - 43,45 - 48）
- ヤツデンワニ - 津久井教生（18,21 - 24,28,29,33 - 36,40,42 - 50）
- バーミア兵 - 塩野勝美、穴井勇輝

### 主なゲスト出演者
括弧内の数字は出演回。
- 博物館警備員[注釈 63] - 竹内靖司（1）
- 淳 - 谷野欧太（2）
- 永子 - 太田有美（3,27）
- 女子高生 - 林さやか（3）
- 孝明 - 池田恭祐（4）
- 内海博士：清水英彰（4）
- 撃たれる父親[注釈 63] - 青山義典（4）
- 少年[注釈 63] - 上村祐翔（4）
- 本多さやか - 大久保綾乃（5,50）
- リリアン - 宮崎瑠依（6）
- 老リリアン - 槇ひろ子（6）
- マネージャー[注釈 63] - 松澤仁晶（6）
- 店員[注釈 63] - 樋口靖（6）
- 老け娘[注釈 63] - 安田洋子（6）
- 清掃員[注釈 63] - 伊東丈典、村川幸謙（6）
- 鈴木さん - スマイリーキクチ（9）
- バッキー・バンズ - サムエル・ポップ・エニング（10,50）
- マッシュルームカットにされる人々[注釈 63] -  日下慎（力士）、松原征二（警官）、花原照子（老婆）（10）
- バンズの対戦相手[注釈 63] - グレゴリー ペッカー（10）
- ヒデキ（10）
- 小松若菜 - 藤原ひとみ（11）
- 小松大輔 - 浜幸一郎（11）
- 笑姫 - 西島未智（12・13）
- 拝大五郎 - 小林翼（12）
- 酔っ払い[注釈 63] - 上野秀年（12）
- タクシーの運転手[注釈 63] - 山根誠示（12）
- 平井力、杉山幸晴、篠原久美子、厨孝博（12）
- 龍之介 - 奥村公延（13）
- 浪人[23][注釈 63] - 日下秀昭、岡本美登（13）
- 辰吉伝次郎 - うえだ峻（14）
- 少年時代の辰吉伝次郎[注釈 63] - 粕谷由弥（14）
- 少年時代の杉下竜之介[注釈 63] - 松本和義（14,17）
- 三条総一郎 - 大林丈史（15,16）
- 坂井次郎 - 石坂良磨（15,16）
- 竹内先生[注釈 63] - 竹内康博（15,16）
- 看護師[注釈 63] - 塩湯真弓（18,20）
- 長老 - 大木史朗（19,30）
- 所員 - 千葉誠樹（19）
- ぷりぷりんせすシスターズ - 前場莉奈、下田美咲、野沢彬乃（22,23）
- 社長 - 大矢兼臣（22,23）
- 重役 - 山崎海童（22,23）
- マネージャー - 松永麻里（22,23）
- 少年[注釈 63] - 渡辺彼野人（22）
- 女子高生[注釈 63] - 神谷美希枝、林みどり（24,29）
- 屋台の親父[注釈 63] - 泉福之助（24）
- 中アキオ - 伊藤啓起（25）
- OL・ふみえ[注釈 63] - 伊東佳乙（25）
- 智子[注釈 63] - 落合ひとみ（25）
- 校長[注釈 63] - 小寺大介（25）
- 教師[注釈 63] - 三上哲（25）
- 浜崎伝助の声 - 山寺宏一（26）
- 浜崎鯉太郎の声 - 佐藤朱（26）
- 森山ホナミ[注釈 64] - りん（27）
- 園児[注釈 63] - 依田悠希（27）
- 警官[注釈 63] - 水上雅人（27）
- 泥棒[注釈 63] - 多田野曜平（27）
- ナユタ - 永井めぐみ（32）
- 所長 - 銀河万丈（34）
- 所員 - 相田さやか、飯田浩志、篠原恵美（34）
- 中央宇宙局管制センター職員[注釈 63] - 津村和幸、金井昌宏（34）
- 中学生 - 橋本知之（35）
- ケラト少年 - 神木隆之介（36）
- 美女 - 松井涼子（36）
- 神様[注釈 63] - 奥村公延（36）
- 神様の孫[注釈 63] - 西島未智（36）
- 宮古裕次郎 - 立原勇武（37）
- 宮古美弥子 - 安室満樹子（37）
- 少年[注釈 63] - 栗原玲央（37）
- 今中輝彦 - 酒井敏也（38,39）
- 今中真理 - 椿鮒子（38,39）
- 一人暮らしの女性[注釈 63] - 木田有香（41）
- 少年[注釈 63] - 本間春男（41）
- 小学生[注釈 63] - 野上清信（ケンタ）、増田怜奈（41）
- いかりはるみ、山崎陽子（41）
- 子供時代の壬琴 - 岡田尚太朗（42）
- 杉上部長[注釈 63] - 奥村公延（44）
- 整体師[注釈 63] - 西島未智（44）
- 凶暴化する男[注釈 63] - 芝崎昇、原武昭彦、佐藤智則（48）
- さやかに声をかける女性 - 三上和美（50）[注釈 65]
- リジュエルそっくりさん - 小川摩起（50）
- 謎の少女そっくりさん - 鈴木かすみ（50）
- 壬琴そっくりさん - 田中幸太朗（50）

### スーツアクター
ヤツデンワニのスーツアクターは、当初新人が演じていたが上手く行かず、監督の指名によりアバレキラー役の今井が代役を務めたところその演技が気に入られ、そのままヤツデンワニも演じることとなった。
- アバレッド[出典 32]、アバレマックス[14]、キラーオー[135] - 福沢博文
- アバレブルー[136][20]、バーミア兵[137]、アヤメガブルー（第30話）[138] - 三村幸司
- アバレイエロー[出典 33] - 小野友紀
- アバレイエロー（アクション）[139]、無限の使徒ヴォッファ[140]、バーミア兵[141]、テンサイエロー（第30話）[138] - 蜂須賀祐一
- アバレブラック[出典 34]、アバレンオー[140]、ザクロバキューム（第6話）[140]、バーミア兵[141] - 日下秀昭
- アバレブラック（代役）[144][31]、バーミア兵[144] - 岡元次郎
- アバレキラー[出典 35]、キラーオー[146]、アバレブルー（16話代役）[137]、ヤツデンワニ（第21話-）[47][49]、バクダンデライオン（第3話）[140]、ジシャックナゲンゴロウ[147]、キンモクセイカミカクシ（第9話）[147]、ハッカラスナイパー（第13話）[148]、ムカデンパンジー（第23話）[146]、ハエマツ（第25話）[146]、ツリバカツオリーブ（第26話）[146]、ショホウセンカメレオン（第28話）[138]、ラッコピーマン（第29話）[138]、キラーゴースト（第30話）[138]、バーミア兵[141] - 今井靖彦
- 創造の使徒ミケラ[140]、バーミア兵[141]、アバレイエロー（9話代役）[147]、テンサイキック（第11話）[147]、ムカデンパンジー（第22話）[149]、ハエマツ（第25話）[146] - 大西修
- 暗黒の使徒ガイルトン[141]、暗黒の鎧[23] - 岡本美登
- ハッカラスナイパー（第4話）[140]、時計（第12、13話）[148]、バクダンデライオン（第13話）[148]、復活（第14話）[148] 、シャークルマーガレット（第15、16話）[148][137]、アヤメガネズミ（第17話）[137]、狩（第19、20話）[137][149]、バーミア兵[140] - 村岡弘之
- キラーオー[149]、運命（第5話）[140]、バンクマッシュルーム（第10話）[147]、ジシャクナゲンゴロウ（第13話）[148]、ヤツデンワニ（第18、21話）[137][149]、ムカデンパンジー（第22、23話）[149][146]、ハエマツ（第25話）[146]、バーミア兵[141] - 葉都英樹
- 新世界より（第24話）[146]、バーミア兵[141] - 今吉渉
- ハエマツ（第25話）[146]、ラッコピーマン（第29話）[138]、キラーゴースト（第29話）[138]、バーミア兵[147] - 水谷健
- 今中笑里吹き替え（1話）、バーミア兵[141] - 神尾直子
- ジャンヌ吹き替え（8話）、バーミア兵[147] - 宮川佳寿姫
- バーミア兵 - 竹内康博[141]、中川素州[141]、小倉敏博[141]、佐藤賢一[141]、藤榮史哉[141]、樫原貴博[141]、坂手透浩[141]、永徳[150]、渡辺淳[141]、金子佳代[141]、橋口未和[141]、山口喜生[141]、北沢輝人[141]、大林勝[140]、竹嶌厚[137]、山本亮[137]、金森規郎[149]、斉藤英長[149]

## スタッフ
脚本面では、サブライターとしてシリーズに参加していた荒川稔久がメインライターを初めて担当する。この他久々の参加となった浦沢義雄や、前川淳、會川昇といった面々が脇を固める形となった。浦沢と會川の起用を進言したのは荒川である。途中参加した會川も、自身を推薦したのは荒川だと証言しており、スケジュールが逼迫する中での応援としてのほか、會川がメインライターを務めたテレビアニメ『機動戦艦ナデシコ』で荒川を起用したことへの返礼も兼ねていたものと述べている。
演出面では、パイロット監督に『救急戦隊ゴーゴーファイブ』以来2度目となる小中肇を起用。独特のシャープな映像で物語世界を構築するが、諸事情により番組初期の段階で降板を余儀なくされた。その他前作から続投の諸田敏、渡辺勝也に加え、アメリカから帰国した坂本太郎が本作品の途中からシリーズに復帰。中途での参加にもかかわらず演出陣の中では最多となる14作品の演出を担当した。
数多くの映画・ドラマ・アニメを手がけ、日本アカデミー賞も受賞した作曲家・羽田健太郎が特撮ヒーロー作品の劇伴を初めて担当。羽田は本作品のために自身を含めた総勢5名で構成される音楽ユニット「羽田健太郎 with Healthy Wings」を結成。戦隊シリーズでは初となる複数人作曲家による劇伴制作が行われた。なお、「Healthy Wings」の名は、羽田健太郎の"羽"（=wing）と"健"（=health）から付けられている。また参加メンバーの山下康介、高木洋、大橋恵は後の戦隊シリーズ作品においてそれぞれ単独で劇伴音楽を担当している。
- プロデューサー - 中嶋豪・濱田千佳（テレビ朝日）、日笠淳・塚田英明（東映）、矢田晃一（東映エージエンシー）
- 原作 - 八手三郎
- 連載 - テレビマガジン、てれびくん
- 脚本 - 荒川稔久、浦沢義雄、前川淳、會川昇、鈴木竹志
- 音楽 - 羽田健太郎 with Healthy Wings（山本健司、山下康介、高木洋、大橋恵）
- アクション監督 - 竹田道弘、村上潤（ジャパンアクションエンタープライズ）
- 監督 - 小中肇、諸田敏、渡辺勝也、坂本太郎、中澤祥次郎、竹本昇
- 撮影 - 大沢信吾、菊池亘
- 計測 - 相葉実、佐々木伸敏
- 照明 - 竹田勝三、高橋道夫、堀直之、高橋弘、小野幹雄、山本たつを
- 操演 - 寺門勇
- 記録 - たなかなつき、栗原節子、渋谷康子、斎藤能子
- 美術 - 大谷和正
- 装飾 - 山口康孝、澤史江（装美社）、高津装飾美術
- 装置 - 紀和美建
- 美粧 - サン・メイク
- 衣裳 - 東京衣裳
- 編集 - 阿部嘉之
- 録音 - 渡辺典夫、長井幹夫、宮葉勝行
- MAオペレーター - 錦織真里、田中修一
- 音響効果 - 阿部作二（大泉音映）
- 選曲 - 宮葉勝行
- 視覚効果 - 沖満
- デジタル合成 - 柳原嘉宣、上田茂、越智裕司、吉岡直生（日本映像クリエイティブ）、道木伸隆、諸星勲（マリンポスト）、照井一宏（キューテック）
- キャラクターデザイン - さとうけいいち
- イラスト - 野口竜
- 資料担当 - 葛西おと
- 企画協力 - 企画者104
- デザイン協力 - プレックス
- 造型 - 前澤範（レインボー造型企画）
- 技術協力 - 東映ラボ・テック
- デジタルテック - 大元克巳
- EED - 田中泰晴
- カースタント - タケシレーシング
- 番組デスク - 西口なおみ
- 広報 - 小出わかな、長畑洋太（テレビ朝日）
- インターネット - 鈴木さやか、木村里織（テレビ朝日）
- 助監督 - 中沢祥次郎、近藤孔明、加藤弘之、塩川純平、竹本昇、高畑隆史
- 進行主任 - 谷口正洋、納田長武、富田幸弘、松本洋二、遠藤聖一
- プロデューサー補 - 土田真通、泉谷裕
- 制作デスク - 荒井成介
- 制作担当 - 岩永恭一郎、谷口正洋
- 音楽プロデューサー - 前山寛邦
- 撮影協力 - さいたまスーパーアリーナ
- 装師協力 - パナソニックセンター、アキレス
- 車輌協力 - MAZDA
- 特撮研究所
  - 特撮スーパーバイザー - 高橋政千
  - 撮影 - 中根伸治
  - 照明 - 安藤和也
  - 美術 - 松浦芳
  - 操演 - 中山亨、辻川明宏
  - ラプター3DCG - 捻橋尚文
  - デジタルエフェクト - 足立亨
  - 爆竜3DCG - 瀬川信康、丹波学、渡部韻（Motor/lleZ）、粟津願（マリンポスト）
- 特撮監督 - 佛田洋
- 制作 - テレビ朝日[注釈 68]・東映・東映エージエンシー

## 音楽
主題歌
オープニングテーマ「爆竜戦隊アバレンジャー」
作詞：吉元由美 / 作曲：岩崎貴文 / 編曲：京田誠一 / 歌：遠藤正明
正式なオープニング映像が使用されたのは第2話以降で、第1話ではタイトルロゴが表示される部分（俳優陣によるタイトルコールなし）のみで、劇中のシークエンスに組み込まれたオープニングとなっていた。
劇中挿入歌としては第1・2・4・11・24・30・41・43話と最終話で歌唱版、第9・10・16・27・31話でインストゥルメンタル版が使用された。
またアニメ『釣りバカ日誌』とのタイアップが行われた第26話では、オープニングに入る前に釣りバカ日誌の後期オープニングである『釣りま唱歌でサバダバダ!』の冒頭が釣りバカ日誌のオープニング映像とともに流れ、釣りバカ日誌のタイトルロゴにかぶさるようにスーパー戦隊シリーズのロゴが出てくるという演出がされた。
また最終話では前作同様オープニング映像は使用されず、エンディングテーマとして本曲が使用された。
エンディングテーマ「We are the ONE 〜僕らはひとつ〜」
作詞：吉元由美 / 作曲：小杉保夫 / 編曲：京田誠一 / 歌：串田アキラ、森の木児童合唱団
エンディングテーマおよび映像が正式に使用されたのは第2話からであり、第1話でのスタッフクレジットはオープニングに集約されたものとなっている。また第11話からは歌詞表示付き（カラオケ対応）となった。第13・45話と最終話では挿入歌として使用された（最終話ではインストゥルメンタル版と併用。）。
曲に合わせてバーミア兵が踊っているシーンが存在する。劇場版・Vシネマ作品では本作品の主要人物が踊っている。
前述の『釣りバカ日誌』とのタイアップの際には、釣りバカ日誌におけるアバレンジャー登場回の中で伝助・鯉太郎・佐々木課長が本曲の振り付けに合わせて踊るシーンの映像を流用する形で、同アニメの登場キャラクターがエンディング映像の一部分にも出演した。
- 日本コロムビアプロデューサーの八木仁は、当初は児童合唱団のみを想定していたが、突然串田の声が思い浮かび起用に至ったと述べている。

挿入歌
本作品より通常のソングコレクションの他に「キャラクターソング集」として、戦隊メンバーを演じる役者たちによる挿入歌を収録したミニアルバムが発売されるようになった。
第6話では、らんる演じるいとうが所属していたユニット『D★shues』の楽曲「ベラカミ」が使用されている。
「爆竜合体! アバレンオー」（第2・3・10・13・19・26・29・44話）
作詞：八手三郎 / 作曲：羽田健太郎 / 編曲：高木洋 / 歌：遠藤正明
第5・6・24話ではインストゥルメンタル版が使用された。
「気分はMAX!」（第39話）
作詞：八手三郎 / 作曲・編曲：高木洋 / 歌：串田アキラ
「ABARE-SPIRIT FOREVER」（第19話）
作詞：桑原永江 / 作曲：羽田健太郎 / 編曲：山本健司 / 歌：串田アキラ
『獣電戦隊キョウリュウジャー』ブレイブ40において、カラオケ版が流用された。
「ダイノガッツがとまらない」（第5・33・47話）
作詞：八手三郎 / 作曲・編曲：山本健司 / 歌：影山ヒロノブ
第14・25・35・44話ではインストゥルメンタル版が使用された。
「Fight! For the earth!!」（第8・17・28・44・49話）
作詞：相吉志保 / 作曲・編曲：高木洋 / 歌：高取ヒデアキ
第32・40話および『特捜戦隊デカレンジャーVSアバレンジャー』ではインストゥルメンタル版が使用された。
「爆竜数え歌」
作詞：前川淳 / 作曲・編曲：亀山耕一郎 / 歌：朝川ひろこ
「君はOnly one」
作詞：吉元由美 / 作曲：大橋恵 / 編曲：大橋恵、山下康介 / 歌：DINOSTARS（西興一朗・冨田翔・いとうあいこ・阿部薫）
「爆竜マンボDEテラ!ケラ!プラ!」
作詞：八手三郎 / 作曲：羽田健太郎 / 編曲：亀山耕一郎 / 歌：爆竜スターズ（長嶝高士・宮田幸季・篠原恵美）
「エヴォリアン聖歌」（第29・44話）
作詞：荒川稔久 / 作曲・編曲：山本健司 / 歌：リジェ（鈴木かすみ）・ミケラ（緒方文興）・ヴォッファ（宇垣秀成）
第29話では編曲および歌唱パートをリジェ（鈴木かすみ）のソロ歌唱に変更した「ミコさまトキメキversion」が使用された。
第29・44話ではインストゥルメンタル版と併用され、第37話ではインストゥルメンタル版のみが使用された。
「恋するヤツデンワニ」（第21・42話）
作詞：浦沢義雄、坂本太郎 / 編曲：宮葉勝行 / 歌：ヤツデンワニ（津久井教生）
原曲はナポリ民謡の「サンタ・ルチア」
歌詞は7番まであるがCDには1番と3番のみ収録。
「ぷりぷりロック」（第22・23話）
改作・替歌：荒川稔久 / 作曲・編曲：佐橋俊彦 / 歌：ぷりぷりんせすシスターズ＜美里（前場莉奈）、梨紅（下田美咲）、公美（野沢彬乃）＞
原曲は『ゴーゴーファイブ』の挿入歌「Go! Love Sick」。

キャラクターソング
「太陽を1コ」
作詞：桑原永江 / 作曲：高木洋 / 編曲：籠島裕昌 / 歌：伯亜凌駕（西興一朗）
「蒼き情熱」（第22・24話）
作詞・作曲：高取ヒデアキ / 編曲：籠島裕昌 / 歌：三条幸人（冨田翔）
「勇気を出してDarlin'」（第12・15・35話）
作詞：吉元由美 / 作曲・編曲：大橋恵 / 歌：樹らんる（いとうあいこ）
第15・16話、らんるがアイドル時代の幻覚を見せられるシーンでは振り付けの課題曲として使用された（16話ではカラオケ版を使用。）。
第35話ではリミックス版「勇気を出してDarlin'ーYellow Summer MIX」が使用された。
「ハモニカの詩（うた）」
作詞：桑原永江 / 作曲・編曲：山下康介 / 歌：アスカ（阿部薫）
「dead end game」
作詞：桑原永江 / 作曲：羽田健太郎 / 編曲：高木洋 / 歌：仲代壬琴（田中幸太朗）
第48話ではインストゥルメンタル版が使用された。

## 放送日程
サブタイトルはいずれも「アバレ」という語句を含んだものとなっている。また放送回のカウントに用いられる語句は前作までとは異なり、単純に「第○話」となっている。
各回のサブタイトル読みは、爆竜の声を演じる声優が担当している。また回によっては番組タイトルの前にサブタイトルが表示されることがある。
| 放送日         | 放送回 | サブタイトル                             | 登場怪人 | 脚本     | アクション監督  | 監督       |
| -------------- | ------ | ---------------------------------------- | --- | -------- | --------------- | ---------- |
| 2003年02月16日 | 1      | アバレ恐竜大進撃!                        | - 暗黒の鎧（ガイルトン） - 要塞生命体アノマロガリス | 荒川稔久 | 竹田道弘        | 小中肇     |
| 2月23日        | 2      | 誕生! アバレンオー                       | - 暗黒の鎧（ガイルトン） - 要塞生命体アノマロガリス | 荒川稔久 | 竹田道弘        | 小中肇     |
| 3月02日        | 3      | 子連れヒーローアバレ系                   | - トリノイド第4号バクダンデライオン（声 - 稲田徹） | 荒川稔久 | 竹田道弘        | 諸田敏     |
| 3月09日        | 4      | 完成! 秘密アバレ基地                     | - トリノイド第5号ハッカラスナイパー（声 - 金丸淳一） | 荒川稔久 | 竹田道弘        | 諸田敏     |
| 3月16日        | 5      | アバレ治療! ジャジャジャジャーン         | - ギガノイドスコア第1番「運命」 | 荒川稔久 | 竹田道弘        | 渡辺勝也   |
| 3月23日        | 6      | アバレアイドル老け娘                     | - トリノイド第6号ザクロバキューム（声 - 戸部公璽） | 浦沢義雄 | 竹田道弘        | 渡辺勝也   |
| 3月30日        | 7      | アバレ赤ちゃん爆竜                       | - トリノイド第7号ジシャクナゲンゴロウ（声 - 園部啓一） | 荒川稔久 | 竹田道弘        | 小中肇     |
| 4月06日        | 8      | アバレブラックこの一発!                  | - ギガノイドスコア第2番「英雄」（ギャラクシアンイグレック）（声 - 柴本浩行） - ギガノイドスコア第1番「運命」（再生）                                               | 荒川稔久 | 竹田道弘        | 小中肇     |
| 4月13日        | 9      | 目覚めよ! アバレサバイバー               | - トリノイド第8号キンモクセイカミカクシ（声 - 眞水徳一） | 前川淳   | 竹田道弘        | 諸田敏     |
| 4月20日        | 10     | アバレリーガー金縛り!                    | - トリノイド第9号バンクマッシュルーム（声 - 川津泰彦） | 浦沢義雄 | 竹田道弘        | 諸田敏     |
| 4月27日        | 11     | アバレサイキック。ブヒっ。               | - トリノイド第3号テンサイキック（人間体・声 - ボンバー森尾） | 荒川稔久 | 竹田道弘        | 諸田敏     |
| 5月04日        | 12     | アバレノコギリ、京都を斬る!              | - ギガノイドスコア第3番「時計」 | 荒川稔久 | 竹田道弘        | 渡辺勝也   |
| 5月11日        | 13     | アバレてチョンマゲ!                      | - ギガノイドスコア第3番「時計」 - 再生トリノイド - バクダンデライオン（声 - 稲田徹） - ハッカラスナイパー（声 - 金丸淳一） - ジシャクナゲンゴロウ（声 - 園部啓一） | 荒川稔久 | 竹田道弘        | 渡辺勝也   |
| 5月18日        | 14     | 発掘! アバレサウルス                     | - ギガノイドスコア第4番「復活」 | 會川昇   | 竹田道弘        | 坂本太郎   |
| 5月25日        | 15     | アバレ世間は鬼ばかり                     | - トリノイド第10号シャークルマーガレット（声 - 北島淳司） | 前川淳   | 竹田道弘        | 坂本太郎   |
| 6月01日        | 16     | 乗ってけ! アバレサーフィン               | - トリノイド第10号シャークルマーガレット（声 - 北島淳司） | 前川淳   | 竹田道弘        | 坂本太郎   |
| 6月08日        | 17     | 戦場のアバレかっぽれ                     | - トリノイド第11号アヤメガネズミ（声 - 坂口候一） | 浦沢義雄 | 竹田道弘        | 中澤祥次郎 |
| 6月22日        | 18     | 誰だ? アバレキラーだ!                    | - トリノイド第12号ヤツデンワニ | 荒川稔久 | 竹田道弘        | 中澤祥次郎 |
| 6月29日        | 19     | よろしくアバレアミーゴ                   | - ギガノイドスコア第5番「狩〜第一楽章〜」 | 荒川稔久 | 竹田道弘        | 渡辺勝也   |
| 7月13日        | 20     | キラーオー、アバレ初め!                  | - ギガノイドスコア第5番「狩〜第二楽章〜」 | 會川昇   | 竹田道弘        | 渡辺勝也   |
| 7月20日        | 21     | アバレ恋! キロキロ                       | - ヤツデンワニ | 浦沢義雄 | 竹田道弘        | 坂本太郎   |
| 7月27日        | 22     | 娘たちのアバレ歌                         | - トリノイド第13号ムカデンパンジー（声 - 岩尾万太郎） - ムカデンパンジー（ダミー）                                                                                 | 荒川稔久 | 竹田道弘        | 坂本太郎   |
| 8月03日        | 23     | アバレ電波ドギューン!                    | - トリノイド第13号ムカデンパンジー（声 - 岩尾万太郎） - ムカデンパンジー（ダミー）                                                                                 | 荒川稔久 | 竹田道弘        | 渡辺勝也   |
| 8月10日        | 24     | アバレ女子高生! ありえな〜い             | - ギガノイドスコア第6番「巨人」 - ギガノイドスコア第7番「新世界より」                                                                                              | 會川昇   | 竹田道弘        | 渡辺勝也   |
| 8月17日        | 25     | 開運! アバレ絵馬                         | - トリノイド第14号ハエマツ（声 - 松本大） | 荒川稔久 | 竹田道弘        | 中澤祥次郎 |
| 8月24日        | 26     | 釣りバカアバレ日誌、どもども             | - トリノイド第15号ツリバカツオリーブ（声 - 宮田浩徳） | 前川淳   | 竹田道弘        | 中澤祥次郎 |
| 8月31日        | 27     | アバレッドはアバレブルー                 | - トリノイド第16号ツタコタツ（声 - 桜井敏治） | 鈴木竹志 | 竹田道弘        | 坂本太郎   |
| 9月07日        | 28     | 花嫁はアバレチャン♡                      | - トリノイド第17号ショホウセンカメレオン（声 - 田中完） | 荒川稔久 | 竹田道弘        | 坂本太郎   |
| 9月14日        | 29     | わがまま使徒、アバレ争奪戦               | - トリノイド第18号ラッコピーマン（声 - 遠近孝一） | 浦沢義雄 | 竹田道弘 村上潤 | 渡辺勝也   |
| 9月21日        | 30     | 最凶! アバレヴォリアン結成               | - 邪命戦隊エヴォレンジャー - シャークルレッド（声 - SATOSHI） - アヤメガブルー（声 - 穴井勇輝） - テンサイエロー（声 - 塩野勝美） - キラーゴースト                 | 荒川稔久 | 竹田道弘 村上潤 | 渡辺勝也   |
| 9月28日        | 31     | そのアバレ、究極につき                   | - キラーゴースト - 要塞生命体アノマロガリス 二世 - 暴走連結生命体バルギゲニア                                                                                      | 荒川稔久 | 竹田道弘        | 諸田敏     |
| 10月05日       | 32     | アバレ爆竜フルスロットル                 | - 要塞生命体アノマロガリス 二世 - 暴走連結生命体バルギゲニア - 暗黒の鎧（ジャンヌ）                                                                                | 荒川稔久 | 竹田道弘        | 諸田敏     |
| 10月12日       | 33     | アバレ戦士を忘れない                     | - トリノイド第2号ヒルリンドウ（人間体（佐竹昭雅）・声 - 佐竹雅昭）                                                                                                 | 會川昇   | 竹田道弘        | 中澤祥次郎 |
| 10月19日       | 34     | ゲームをやろう! 突撃アバレ星             | - ギガノイドスコア第8番「ジュピター」 | 荒川稔久 | 竹田道弘        | 中澤祥次郎 |
| 10月26日       | 35     | アバレナデシコ七変化たい!                | - トリノイド第19号ハゲタカライチ（声 - 佐々木望） | 荒川稔久 | 竹田道弘        | 坂本太郎   |
| 11月02日       | 36     | 初恋アバレミラクル                       | - ギガノイドスコア第9番「奇跡」 | 會川昇   | 竹田道弘        | 坂本太郎   |
| 11月09日       | 37     | 快感アバレクイーン                       | - ギガノイドスコア第10番「悲劇的」 | 荒川稔久 | 竹田道弘        | 諸田敏     |
| 11月16日       | 38     | 花咲けるアバレピンク                     | - トリノイド第20号ルージュラフレシア（声 - 山口由里子） - 暗黒の鎧（アスカ）                                                                                       | 前川淳   | 竹田道弘        | 諸田敏     |
| 11月23日       | 39     | がんばれ! アバレファーザー               | - トリノイド第20号ルージュラフレシア（声 - 山口由里子） - 暗黒の鎧（アスカ）                                                                                       | 前川淳   | 竹田道弘        | 諸田敏     |
| 11月30日       | 40     | アバレ鎧を斬れ!                          | - 暗黒の鎧（アスカ） - リジュエロイド キラーゴーストII世 | 荒川稔久 | 竹田道弘        | 竹本昇     |
| 12月07日       | 41     | メリーアバレマス! ジャメジャメ           | - トリノイド第21号レインディアサンタ（人間体・声 - 柴田秀勝） | 會川昇   | 竹田道弘        | 竹本昇     |
| 12月14日       | 42     | アバレキッドに潜みしもの                 | - ギガノイドスコア第11番「不滅」 | 會川昇   | 竹田道弘        | 坂本太郎   |
| 12月21日       | 43     | アバレキラーは不滅!?                     | - ギガノイドスコア第11番「不滅」 - ギガノイド ルネッサンス - 「奇跡」 - 「悲劇的」                                                                                 | 會川昇   | 竹田道弘        | 坂本太郎   |
| 12月28日       | 44     | サラリーマンは アバレ仕掛けの夢を見るか? | - ヤツデンワニ | 前川淳   | 竹田道弘        | 坂本太郎   |
| 2004年01月04日 | 45     | あけましてアバレルンバ                   | - トリノイド第22号ナナクサルンバ（声 - 梅津秀行） | 浦沢義雄 | 竹田道弘        | 中澤祥次郎 |
| 1月11日        | 46     | 祈って! アバレビジュアル系               | - トリノイド第1号ドラゴンドラン（人間体（出雲蘭）・声 - 谷口賢志）                                                                                                 | 荒川稔久 | 竹田道弘        | 中澤祥次郎 |
| 1月18日        | 47     | 5人のアバレンジャー                      | - デズモリジュエル - デズモヴォーラ | 前川淳   | 竹田道弘        | 諸田敏     |
| 1月25日        | 48     | ファイナルアバレゲーム                   | - デズモヴォーラ - バクレンオー | 會川昇   | 竹田道弘        | 諸田敏     |
| 2月01日        | 49     | 突入! アバレ最終決戦                     | - デズモゲヴァルス（声 - 佐藤正治） - 鎧の邪命戦士 - アノマロガリス軍団                                                                                            | 荒川稔久 | 竹田道弘        | 坂本太郎   |
| 2月08日        | 50     | アバレた数だけ                           | - デズモゲヴァルス（声 - 佐藤正治） - 鎧の邪命戦士 - アノマロガリス軍団                                                                                            | 荒川稔久 | 竹田道弘        | 坂本太郎   |

## 放映ネット局
| 対象地域       | 放送局           | 備考              |
| -------------- | ---------------- | ----------------- |
| 関東広域圏     | テレビ朝日       | キーステーション  |
| 北海道         | 北海道テレビ     |                   |
| 青森県         | 青森朝日放送     |                   |
| 岩手県         | 岩手朝日テレビ   |                   |
| 宮城県         | 東日本放送       |                   |
| 秋田県         | 秋田朝日放送     |                   |
| 山形県         | 山形テレビ       |                   |
| 福島県         | 福島放送         |                   |
| 新潟県         | 新潟テレビ21     |                   |
| 富山県         | 北日本放送       | 日本テレビ系列局  |
| 石川県         | 北陸朝日放送     |                   |
| 福井県         | 福井テレビ       | フジテレビ系列局  |
| 山梨県         | 山梨放送         | 日本テレビ系列局  |
| 長野県         | 長野朝日放送     |                   |
| 静岡県         | 静岡朝日テレビ   |                   |
| 中京広域圏     | 名古屋テレビ     |                   |
| 近畿広域圏     | 朝日放送         | 現 朝日放送テレビ |
| 鳥取県・島根県 | 山陰中央テレビ   | フジテレビ系列局  |
| 広島県         | 広島ホームテレビ |                   |
| 山口県         | 山口朝日放送     |                   |
| 徳島県         | 四国放送         | 日本テレビ系列局  |
| 香川県・岡山県 | 瀬戸内海放送     |                   |
| 愛媛県         | 愛媛朝日テレビ   |                   |
| 高知県         | テレビ高知       | TBS系列局         |
| 福岡県         | 九州朝日放送     |                   |
| 長崎県         | 長崎文化放送     |                   |
| 熊本県         | 熊本朝日放送     |                   |
| 大分県         | 大分朝日放送     |                   |
| 宮崎県         | 宮崎放送         | TBS系列局         |
| 鹿児島県       | 鹿児島放送       |                   |
| 沖縄県         | 琉球朝日放送     |                   |

## 他媒体展開

### 映像ソフト化
いずれも発売元は東映ビデオ。
- ビデオ（VHS・セル・レンタル共通）は、2004年1月から12月にかけて全12巻（各巻4話（11・12巻のみ5話）収録）がリリースされた。翌年以降ビデオの発売スケジュールが変更された都合上、7巻以降は次作『デカレンジャー』と並行してのリリースとなった。
- DVDはセルが2003年10月21日から2004年9月21日にかけてリリース、レンタルが2003年10月10日より開始された。いずれも全12巻（各巻4話（11・12のみ5話）収録）。前作『ハリケンジャー』まではセルDVDとレンタルDVDのリリース時期に2か月ほどの差があったが、本作品以降セルDVDはレンタルDVDと同年同月にリリースされるようになった。スーパー戦隊シリーズ中のDVDとしては唯一、本作品のAパートとBパートが一致していない。これは、宇宙刑事シリーズ3部作のDVDも同様である。また、本作品から提供クレジットの背景映像が収録されるようになった。
- テレビシリーズを再編集したHEROクラブのビデオ・DVDは、2003年5月21日から8月8日にかけて全2巻がリリースされた。

### 他テレビシリーズ
『海賊戦隊ゴーカイジャー』
壬琴/アバレキラー（第18話）、幸人・笑里（第29話）が登場。

### 映画作品
『爆竜戦隊アバレンジャー DELUXE アバレサマーはキンキン中!』
本作品の単独作品。
『ゴーカイジャー ゴセイジャー スーパー戦隊199ヒーロー大決戦』
『ゴーカイジャー』と『ゴセイジャー』をメインとしたクロスオーバー作品。アバレンオーが登場。
『海賊戦隊ゴーカイジャー THE MOVIE 空飛ぶ幽霊船』
『ゴーカイジャー』の単独作品。バーミア兵が登場。
『海賊戦隊ゴーカイジャーVS宇宙刑事ギャバン THE MOVIE』
『ゴーカイジャー』と『宇宙刑事ギャバン』とのクロスオーバー作品。ゲストとしてヤツデンワニが登場。
『特命戦隊ゴーバスターズVS海賊戦隊ゴーカイジャー THE MOVIE』
『ゴーカイジャー』と『ゴーバスターズ』とのクロスオーバー作品。ゲストとしてヤツデンワニが登場。
『獣電戦隊キョウリュウジャーVSゴーバスターズ 恐竜大決戦! さらば永遠の友よ』
『獣電戦隊キョウリュウジャー』と『特命戦隊ゴーバスターズ』をメインとしたクロスオーバー作品。凌駕 / アバレッド、幸人 / アバレブルー、ティラノサウルス / アバレンオー、バーミア兵が登場。
『機界戦隊ゼンカイジャー THE MOVIE 赤い戦い! オール戦隊大集会!!』
『機界戦隊ゼンカイジャー』の劇場作品。アバレッドが登場。

### オリジナルビデオ
『爆竜戦隊アバレンジャーVSハリケンジャー』
本作品と『忍風戦隊ハリケンジャー』とのクロスオーバー作品。
『特捜戦隊デカレンジャーVSアバレンジャー』
本作品と『特捜戦隊デカレンジャー』とのクロスオーバー作品。
『轟轟戦隊ボウケンジャーVSスーパー戦隊』
『轟轟戦隊ボウケンジャー』をメインとしたクロスオーバー作品。ゲストとしてアスカ/アバレブラックが登場。アカレッドがティラノロッドを使用。
上記はいずれもスーパー戦隊Vシネマとして制作。
『爆竜戦隊アバレンジャー 20th 許されざるアバレ』
20周年記念のVシネクスト作品。2023年9月1日期間限定上映、2024年3月27日発売。

### ネット配信作品
『爆竜戦隊アバレンジャーwithドンブラザーズ』
2023年8月27日に東映特撮ファンクラブで配信。『暴太郎戦隊ドンブラザーズ』のスピンオフ作品。凌駕 / アバレッド、幸人 / アバレブルー、笑里が登場。

### その他
『爆竜戦隊アバレンジャー スーパービデオ オール爆竜爆笑バトル』
テレビマガジン応募者全員サービスビデオ。
キャスト
- 伯亜凌駕 - 西興一朗
- 三条幸人 - 冨田翔
- 樹らんる - いとうあいこ

声の出演
- 爆竜ティラノサウルス - 長嶝高士
- 爆竜トリケラトプス - 宮田幸季
- 爆竜プテラノドン - 篠原恵美
- 爆竜ブラキオサウルス - 銀河万丈
- 爆竜トップゲイラー - 緑川光
- 爆竜バキケロナグルス - 相田さやか
- 爆竜ディメノコドン - 岸尾大輔
- 爆竜ステゴスライドン - 飯田浩志
- 爆竜パラサロッキル - 塩屋浩三
- 爆竜アンキロベイルス - 御崎朱美

スーツアクター
- 日下秀昭
- 竹内康博
- 今井靖彦
- 葉都英樹

スタッフ
- 原作 - 八手三郎
- 脚本 - 荒川稔久、浦沢義雄、前川淳、會川昇
- 監督 - 小中肇、諸田敏、渡辺勝也、坂本太郎、中澤祥次郎

### ドラマCD
PREMIIUM DRAMA CD 爆竜戦隊アバレンジャー ダイノアース スペシャル!伝説の腕輪と五つのアバレスピリッツ
2004年3月31日発売。スーパー戦隊シリーズ史上初となる、オリジナルストーリーによるドラマCD。ダイノアースを舞台とした長編ドラマ、コメディショートドラマ、フリートークで構成される。

## CS放送・ネット配信
CS放送
- 東映チャンネル
  - 2013年11月 - 2014年5月
  - 2016年3月 - 8月（いずれも「スーパー戦隊ワールド」枠）

ネット配信
- 東映特撮 YouTube Official
  - 2012年7月16日 - 2013年1月6日
  - 2016年4月22日 - 10月14日
  - 2020年10月11日 - 2021年4月4日
  - 2024年12月6日 - 2025年5月23日
- 東映特撮ニコニコおふぃしゃる
  - 2021年10月29日 - 2022年10月7日
- Amazon Prime Video…配信中（会員は無料）